# 松任谷由実
松任谷 由実（まつとうや ゆみ、1954年1月19日 - ）は、日本のシンガーソングライターである。本名同じ。旧姓名および旧芸名は、荒井 由実（あらい ゆみ）。愛称は「ユーミン(Yuming)」。夫はアレンジャー・松任谷正隆で、彼女の音楽プロデューサーを務める。
1972年に荒井由実の名でEMIミュージック・ジャパンからシングル「返事はいらない」でデビュー。1976年の結婚以降は松任谷由実へ改姓。一部企画では、愛称の「ユーミン（Yuming）」名義での活動もある。所属レコード会社はユニバーサルミュージック（旧：EMIミュージック・ジャパン）。血液型はO型。
総売上枚数4,000万枚を突破(アルバム総売上3,000万枚を突破)、6年代に渡ってアルバムチャートの首位を記録するなど、日本を代表するシンガーソングライターの一人として知られる。
雲母社取締役、苗場プリンスホテル名誉総支配人（期間限定）。
紫綬褒章受章者（2013年〈平成25年〉）。
文化功労者受章者  (2022年〈令和4年〉)。
ギネス世界記録 (Most consecutive decades with a No.1 on the Japanese albums chart)受賞(2023年〈令和5年〉)。
公式ファンクラブは「Yuming Fan Club」。
他のアーティストへの作品提供の際には、本名のほか、グレタ・ガルボをもじったペンネームである呉田 軽穂（くれだ かるほ）を使用する場合もある。

## 来歴

### 生い立ち
呉服屋を営む荒井家の3男2女の第4子（次女）として生まれる。6歳からピアノ、11歳から三味線、14歳からベースを始めた。
1966年4月立教女学院中学校に進学。
都会の少女らしい早熟さを発揮し、中学時代から、当時国内外の文化人が集まるサロン的存在だった港区麻布台のイタリアンレストラン「キャンティ」に出入りしていた。またフィンガーズの追っかけもしていた。のちに同レストランに集まったアーティストからアルファレコードが生まれ、デビューのきっかけを作った。
立教女学院高校に進学し、当時「（立教女学院の）パイプオルガン、プロコル・ハルムに強い衝撃を受けた」と語っている。荒井は「13歳の頃、ラジオから流れてきたプロコル・ハルムというイギリスのバンドの曲に、衝撃を受けて。『青い影』っていう曲なんだけど、それでね、ロックは小学校の後半からすごく好きだったんだけど、ギターが中心だったので。『青い影』はピアノ・ロックだったんですよ。自分でもできるかもしれないと思わせてもらえたの」などと述べている。また高校にかけては、御茶の水美術学院に通い、年長の同窓生の影響でアルチュール・ランボー、ジャック・プレヴェールを愛唱、多大な影響を受ける。
14歳のころ、当時親しかったシー・ユー・チェンが荒井を「ユーミン」と呼び始め、これがのちに愛称として定着する。

### デビュー、荒井由実として活動
1971年、高校3年生のときに書いたデモテープが採用され、加橋かつみに「愛は突然に…」を提供し、17歳で作曲家としてデビューした。荒井自身は「私、作曲家デビューは14歳なんですよ。遊びで作った曲が、当時、オープンリールの小さいテープレコーダーで、録音したものがプロの手に渡って、タイガースっていうグループサウンズを解散したばかりの加橋かつみという方が、シングルにしてくれたの。それが初めてなんですよ」「アルファミュージックというところの専属作家契約第1号なったのが、16歳で」と述べている。この点はシンガーソングライター以前に職業作家だったキャロル・キングと重なるところがある、と述べている。採用した日本フォノグラムのプロデューサー・本城和治は「ユーミンの声はフランソワーズ・アルディが歌っているみたいな、日本人にはちょっといないタイプで好きになりました。それでレコーディングにも来てもらったんですが、すごくいいセンスしていると思ったのに、彼女を歌手にしようという発想はできなかった。プロデューサー人生、最大の失敗と言っていいかもしれない。彼女は当初は好きだったブリティッシュポップ系の作品が多かったんですが、マンタ（松任谷正隆）と付き合うようになってから、アメリカンポップスも聴くようになった。それで『ルージュの伝言』みたいな曲も書くようになったんです」などと述べている。同年、小坂忠のアルバム『ありがとう』のレコーディングに参加し、2曲でピアノを弾いている。
『月刊明星』1976年12月号のインタビューで「立教女学院の高1のとき初めて作った歌を加橋かつみに見せたらノッちゃって録音したの。『愛は突然に』っていう歌。ピアノは小学校1年から習ってて自分でインストルメンタルの曲を作ってたの。でもそれじゃレコード出せないって、当時流行してた『わたしの城下町』みたいなの作りなさいって言われて作ったのがデビュー曲の『返事はいらない』。五輪真弓が『少女』を出した頃。でもフォークにはあんまり興味なくって、プロコル・ハルム『青い影』一点張りだったの…」などと述べている。音楽通でユーミンの大ファンである佐野史郎は「あの時代にプロコル・ハルムが好きな少女って相当（珍しい）。『青い影』は音楽ファンなら誰でも知っているにしてもプロコル・ハルムのアルバムにまでハマる人はそうはいなかったと思う」と述べている。
染色の専攻を志し、1972年4月に多摩美術大学に入学。専攻は日本画。入学間もなく作家としてアルファミュージックと契約。
元々作曲家志望だったが、アルファレコードを設立した村井邦彦の勧めで、同年7月5日にかまやつひろしがプロデュースしたシングル「返事はいらない」で荒井由実としてデビュー。村井邦彦は「歌だってそんなに上手いわけではないし。でも、なんか彼女独特の魅力があったんですよね。あと、シンガーソングライターの時代にだんだん変わっていくときだったのも大きいですね。そういう自然な成り行きで彼女自身が歌うことになりました」などと述べている。しかし同シングルは300枚、800枚しか売れず、ほとんど話題にのぼることはなかった。
1973年11月に、キャラメル・ママらとレコーディングしたファーストアルバム『ひこうき雲』を発売。当時の新人売り出しの慣例だったキャッチフレーズを付けるため、村井邦彦ら、アルファ社内10数人で知恵を絞り、富澤一誠にも相談し、決定したキャッチフレーズが「魔女か!スーパーレディーか!新感覚派・荒井由実 登場!!」で、アルバム帯に書かれたこのフレーズのうち、"新感覚派"というのは、フォークでもロックでもない、もちろん歌謡曲でもない、新しい音楽＝ニューミュージックの到来を予言したものであった。しかしセールス3000枚と振るわず、デビュー時は特に話題になることはなく、収録曲「ベルベット・イースター」がたまにラジオでオンエアされる程度。デビューから1年半の間は、パーソナリティ・林美雄が金曜日第2部（土曜日3時 - 5時）を担当していたTBSラジオの深夜放送「パックインミュージック」以外にはマスメディアに取り上げられない状況が続いたが、林のプッシュもあり、徐々に知名度を上げてゆく。1974年4月より本格的にステージ活動を開始。4月21日東京東新橋のヤクルトホールで行われたデビューコンサート「FIRST IMPRESSION」は、当時としては高額なチケット代1500円で、半分も売れず、林が「男の心意気でユーミンのコンサートに行こう！」とラジオで呼びかけ、満員になったといわれる。ユーミン最初のファンクラブの運営も「林美雄パック」のリスナーのグループが運営した。石川セリや山崎ハコも、同番組により知られるようになった。
デビュー直後は「女拓郎」「女陽水」と呼ばれたが、「私のやったことは拓郎やかぐや姫とは違う。私のつくった曲は今までにない新しいもの」などと著書で述べている。
1975年始め頃まではまだ作家のイメージが強かった。1975年2月リリースのハイ・ファイ・セットが歌った「卒業写真」、同年8月リリースされたバンバンへの提供曲「『いちご白書』をもう一度」がオリコン1位を獲得し、作家として注目を集めていく。同年6月に山下達郎や、吉田美奈子、大貫妙子らが参加した3rdアルバム『COBALT HOUR』で、荒井由実の名前が本格的に認知された。同年10月発売の自身のシングル「あの日にかえりたい」が、TBSドラマ『家庭の秘密』の主題歌に採用され、自身初のオリコンチャートシングル1位を獲得、1976年のシングル年間ランキング第10位のヒットとなった。このヒットがきっかけとなり、自身の過去作品『ひこうき雲』や『MISSLIM』の売り上げも急激かつ長期的に上昇し、『COBALT HOUR』は46万枚以上を売り上げるヒット、76年発表の自身初のベストアルバム『YUMING BRAND』は初となるアルバム1位を獲得、76年アルバム年間ランキングでも3位の大ヒットとなり、荒井由実期における最大の売り上げを誇るなど、1975年後半から1976年にかけて荒井由実ブーム（第一次ブーム）が到来する。
『映画ファン（eiga fan）』（愛宕書房）は、1976年4月号で『フォーク界にふきあれるウーマン・リブ旋風 女性シンガー・ソングライターたち』という特集を組み、吉見佑子は「出揃ったばかりの女性シンガー・ソングライターたち」「女性シンガー・ソングライターがあっという間に増えてしまったという感じが強いニューミュージックの世界。どうしても男のコの印象の方が強烈だけど、女のコもなかなかどうして立派な足並みが春に向かって揃いそう」と、当時抬頭が目立った女性シンガー・ソングライターたちを取り上げ、荒井由実、イルカ、吉田美奈子、五輪真弓、金子マリ、山崎ハコ、中山ラビらを紹介し、冒頭で荒井を取り上げ、「歌そのものより、歌ってるムードがチャームポイント。フォークとかロックとかそういうジャンルに見せる歌として登場して華麗にユーミンの世界をつくりあげたことはとてもすてきなお話。八王子の歌姫も今やファンタジックなポップスターとしてアイドル的存在になった。作詞・作曲の方もバンバンの『『いちご白書』をもう一度』というビッグ・ヒットを生んで以来、大忙しで着実に作りつづけていることは御立派。青春そのものの詩を書かせたら、やっぱりきれいでわくわくしまう。『ひこうき雲』の頃はあのすました笑顔のゆくえがうつろだったけど『コバルトアワー』あたりでユーミンの世界がはっきり見えたみたい。ユーミン・ファンとしては歌いつづけられる限り、こわれそうな青春を表現してもらいたい」などと評している。また番組名が書かれていないが、「1976年3月14日（日）の夜、TBSテレビの19時30分 - 21時枠で、今までも一部の放送局でミニ・コンサートを開いたことはあるが、ユーミンが初めて全国ネットのテレビに出演する」と書かれている。荒井のシングルヒットは前述のように1975年10月リリースの「あの日にかえりたい」が初めてであるが、これ以前の女性シンガー・ソングライターの大ヒットとしては、1973年12月リリースの小坂明子「あなた」、1974年3月リリースのりりィ「私は泣いています」、1975年5月リリースの小坂恭子「想い出まくら」などがあり、彼女たちは毎日のようにテレビに出て歌ったが、荒井はテレビに全く出なかったため、当時のテレビの影響力を考えれば、荒井が世間一般からどの程度の知名度があったものなのかは分からない。1970年代半ばころから、荒井らニューミュージック系歌手のアルバムがチャートを席捲してはいたが、シングルレベルでは歌謡曲・演歌・企画ものがまだまだ強い時代であった。1979年5月5日発行の『NEW MUSIC LAND』（近代映画社）での特集「NEW MUSIC HISTORY」では「1976年7月に丸山圭子の『どうぞこのまま』が発売され、女性シンガー・ソング・ライターが注目され、ブームが起こる」と書かれている。
荒井は自身の音楽性について『月刊平凡』1976年5月号のインタビューで「音楽は趣味でやってます。ブルジョアだから悪いってことない。私の音楽はイージーリスニング。BGMみたいなもの。朝起きたとき、夜寝る前に、ふっとかけてみたくなるような音楽がつくれたら」と述べている。
ユーミンは1984年の著書『ルージュの伝言』の中で「ニューミュージックって言葉は嫌いなんだけど、まあこういう音楽は私がはじめたわけでしょう」などと述べており、今日でもユーミンがニューミュージックの「創始者」「先駆け」のように書く論調も多いが、それは80年代から今日までの長期に渡る活躍に於いて表現されたもので、70年代のマスメディアはユーミンをニューミュージックの創始者とは考えていなかった。1977年にエイプリル・ミュージックが刊行した『ニューミュージック白書』では、吉田拓郎、井上陽水、南こうせつ、風、泉谷しげるをニューミュージックの創始者と論じている。北中正和は博報堂の雑誌『広告』1979年7月号で"ニューミュージックの創始者"たちとして、岡林信康、ザ・フォーク・クルセダーズ、井上陽水、かぐや姫、小椋佳、六文銭、吉田拓郎の6人（組）を挙げている。講談社の雑誌『mimi』は1979年8月号で「フォークからニューミュージックへの道」という特集を組み、ここで紹介されているのは、吉田拓郎、井上陽水、南こうせつ、アリス、さだまさし、原田真二、世良公則&ツイスト、松山千春の8人（組）である。

### 結婚、松任谷由実として活動
1976年11月29日、松任谷正隆と横浜山手教会にて結婚、その後は松任谷由実として音楽活動を続行する。結婚を機に歌手活動を辞めて曲作りに専念したいと考えていたと本人は語っている。
結婚以降、荒井由実ブームが下火になったことや改名の影響などもあり、78〜80年のアルバムの売り上げは10〜20万枚に留まるなど全盛期に比べ大幅に減退し、しばらくの間不振が続いた。但し、興業的には低迷期であったが、曲のクオリティは依然として高く、現在でもメジャーである「埠頭を渡る風」「青いエアメイル」「DESTINY」「恋人がサンタクロース」などの楽曲はこの期間に制作されたものである。
その後、1981年6月のシングル「守ってあげたい」が1981年のシングル年間ランキング第10位のヒットとなり、第二次ブームが到来。その年のアルバム『昨晩お会いしましょう』は荒井由実期の最後のアルバム『14番目の月』以来5年ぶりの1位獲得となり、それ以降のオリジナルアルバムは、1997年発売の『Cowgirl Dreamin'』まで17枚連続でオリコン1位を獲得することとなる。
ブレッド&バター、松田聖子、小林麻美などへの楽曲提供の傍ら、1978年から1983年はオリジナルアルバムを毎年2枚リリースした。前述の「埠頭を渡る風」「青いエアメイル」「DESTINY」「恋人がサンタクロース」に加え「カンナ8号線」「真珠のピアス」「ダンデライオン〜遅咲きのたんぽぽ」「時をかける少女」などもこの頃制作された。また、リゾート地でのコンサートのスタイルをこの時期に確立した。

1979年以降はコンサートの大規模化が始まり、本物の象を登場させた「OLIVE」、マジックを取り入れた「MAGICAL PUMPKIN」、エレベータを設置した「BROWN'S HOTEL」、噴水ショー「SURF & SNOW」、30メートルの竜に乗った「水の中のASIAへ」など年々エスカレートしていった。最新機材の導入にも積極的であり、バリライトがまだ導入されていない時代に人力で再現したり、海外の歌手より早くインカムを付けてコーラスと一緒に踊って歌うなど世界的にも先駆けとなる演出をいち早く取り入れた。当時のインタビューでも「レコードで儲けた分、コンサートで夢と一緒にファンの方にお返しするのが役目」と語っていた。
1980年代頃は、他者への楽曲提供も積極的に行っており、旧知の仲である松本隆からの依頼で松田聖子の「赤いスイートピー」の作曲を引き受けている。引き受けるの際の条件として使用した変名が「呉田軽穂」である。作曲家としてではなく名前（知名度）で選ばれる事を嫌ったためであったが、夫の正隆が編曲者として実名でクレジットされており、松任谷の作曲であることはすぐに知られるようになった。以降聖子に対してシングル曲を次々と提供しヒットさせており、他者の楽曲提供の際にも呉田軽穂の変名を使うようになった。

### 第二次ブームと90年代、『シャングリラ』
1981年に端を発する第二次ブーム以降、アルバムの売り上げは高水準に保たれ、若干の増加傾向の中、おおよそ50〜70万枚で安定的に推移していた。その中で1988年のアルバム『Delight Slight Light KISS』の売り上げが、前年発売のアルバム『ダイアモンドダストが消えぬまに』の77万枚から、158万枚と一気に約2倍のセールスへと急増し、自身初となるアルバム年間ランキング1位を獲得した。この年の音楽界は松任谷由実の独走状態となり、同アルバムは次作が発売されるまでの約一年間、オリコンチャートにランクインし続けることとなった。また翌1989年の『LOVE WARS』、1990年の『天国のドア』と 3作品連続で年間1位を獲得。特に『天国のドア』では、当時の日本のアルバム最高売上記録を約10年ぶりに更新し、史上初のアルバム200万枚出荷を記録。翌1991年発売の『DAWN PURPLE』に至ってはオリコン史上初の初動ミリオンを達成するなど、第三次ブームが到来した。以降、1995年の『KATHMANDU』までの80年代後半から90年代半ばにかけてオリジナルアルバム8作連続のミリオンセラーを獲得する。
1985年以降の「バブル景気」時代、人気の高かったスキーを題材にした映画『私をスキーに連れてって』（1987年）の主題歌と挿入曲を担当したこともあり、「若者のカリスマ」、「恋愛の教祖」などと呼ばれるようになった。
当時比較されがちであった、中流以下の地方の若者に人気のあった中島みゆきの作風とは一線を画し、「中流以上の育ちじゃないとわからない世界観」、「中産階級の手に届く夢」（当時の音楽ライターによる表現）を歌って、90%以上の日本人が「自分を中流と思っている」という、一億総中流かつ上昇志向のバブル時代に沸く時代の波に乗った。
1990年代のバブル崩壊後は精神世界や民族音楽にも着目するようになり、「満月のフォーチュン」「DAWN PURPLE」「真夏の夜の夢」「砂の惑星」「春よ、来い」「輪舞曲」などを作曲する。
1993年、TBS系列ドラマ『誰にも言えない』主題歌となった「真夏の夜の夢」はシングルで自身初のミリオンセラーとなり、翌1994年発売の「Hello, my friend」「春よ、来い」も続けてミリオンセラーを記録、 3作品連続でのミリオンセラーとなった。また、同年末発売のアルバム『THE DANCING SUN』はオリジナルアルバムとして自己最高の217万枚を売り上げるなど、第四次ブームと呼べる年となった。
1996年、荒井由実名義でのセルフカバーシングル「まちぶせ」を発売。また、当時の仲間のミュージシャンを集めて、『Yumi Arai The Concert with old Friends』を開催した。このライブ・アルバム発売に伴い、年末リリースのアルバムが数か月遅れた。これ以降、恒例となっていた活動サイクル（冬のアルバム発売〜夏までツアー）が若干緩やかになった。
1998年には松任谷由実時代以降のベスト・アルバム『Neue Musik』が380万枚を売り上げ、自身が発表した全作品の中で最大の売上を記録している。
1999年にはロシアのサーカスチームとコラボレートしたコンサート『シャングリラ』を開催。同コンサートは2003年に『シャングリラII』、2007年にはシリーズ最後を飾る『シャングリラIII』として開催された。『シャングリラ』3回の総制作費は120億円以上、観客動員数は100万人。

### 2000年代 - 近年の活動

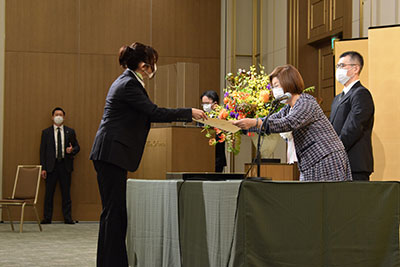
2022年11月4日、文化功労者の顕彰状を授与される松任谷（左）

国立国語研究所の調査によると、松任谷由実および中島みゆきの歌詞中の外国語割合は2000年以降減っており、日本語回帰傾向となった。
2005年、第56回NHK紅白歌合戦に松任谷由実 with Friends Of Love The Earth名義で初出演。それ以前は「家でおせち料理を作るから」という理由で出場を辞退していた。2011年春には、NHK『SONGS』の企画で新たにレコーディングされた「（みんなの）春よ、来い」第1弾を5月に配信、11月には第2弾「（みんなの）春よ、来い 2011年秋編」、2012年3月には「（みんなの）春よ、来い 2012」を配信。収益のすべてが東日本大震災の被災地へ寄付された。
2012年、荒井由実時代・松任谷由実時代を通じたベストアルバム『日本の恋と、ユーミンと。』がオリコンチャートにて初登場1位となり、累計でのCDアルバム売り上げ枚数が 3,000万枚を突破、ソロアーティストならびに女性アーティスト初の記録となった。
2012年には帝国劇場にて『ユーミン×帝劇』を開催。その後、2014年、2017年にも演目を変えて開催した。
2013年、デビュー以来所属していたレコード会社・（東芝音楽工業→東芝EMI→）EMIミュージック・ジャパンの吸収合併に伴い、ユニバーサルミュージックへと自動的に転籍した。
2013年春の叙勲で紫綬褒章受章。
同年、「岩谷時子賞」を受賞（岩谷時子存命中最後の受賞者となった）。
2015年、石川県観光ブランドプロデューサーに就任。
2016年には38枚目のオリジナルアルバム『宇宙図書館』がオリコンチャートにて初登場1位を獲得。
2017年、東京芸術文化評議会委員に就任。世田谷区名誉区民。
2018年にはベストアルバム『ユーミンからの、恋のうた。』がオリコンチャートにて初登場1位を獲得。また同ベストアルバムとともに、前ベストアルバム『日本の恋と、ユーミンと。』が8位にランクインし、ランキングトップ10に2作同時ランクインすることとなった。
2018年9月には、荒井由実時代を含めたほとんどのアルバムとシングルのサブスプリクション配信が開始された。
2019年8月23日、公式YouTubeチャンネルで歴代ミュージック・ビデオの内、33作品が公開された。
同年12月6日にはLGBTQ支援を掲げた大型音楽イベント『LIVE PRIDE』に出演。
2020年12月1日、4年ぶりのアルバム『深海の街』を発売し、2021年9月30日からそれに連動した全国60公演に及ぶコンサートツアー『深海の街』を開催した。
2020年8月28日、交友のある当時の総理大臣の安倍晋三が辞任を表明し、ニッポン放送「松任谷由実のオールナイトニッポンGOLD」でねぎらいのコメントを出した。
2022年10月4日には、デビュー50周年記念としてベストアルバム『ユーミン万歳!』を発売。オリコンチャートにて、 2週間連続1位を達成。これにより、自身の持つ「ソロアーティストによるアルバム1位獲得作品数」における歴代1位記録を25作に更新し、オリコン史上初となる 1970年代から2020年代の6年代連続でのアルバム1位獲得を達成。また「アルバム1位獲得最年長アーティスト」記録において、歴代で2位、女性アーティストとして歴代1位となった（2022年11月現在）。2023年9月にはこの記録が『Most consecutive decades with a No.1 on the Japanese albums chart』（日本のアルバムチャートで1位を連続で獲得した最多ディケイド数）として、ギネス世界記録に認定。
同年、シンガーソングライターとして史上初となる文化功労者に選出。これに対して松任谷はコメントを発表した。
2023年9月14日、「オリコン週間アルバムランキング」にて『ユーミン万歳！〜松任谷由実50周年記念ベストアルバム〜』が1位を獲得。オリコン史上初となる「1970年代、1980年代、1990年代、2000年代、2010年代、2020年代」の6年代連続でアルバム1位獲得を達成。
近年は手嶌葵、一青窈、NOKKO、岩沢幸矢、鈴木雅之、松田聖子、Char、薬師丸ひろ子への楽曲提供も行っている。

## 発言
1990年、第5回日本ゴールドディスク大賞を受賞した時のスピーチで「才能は、いつも言うんですけど母乳と一緒で、出さないと体に悪いっていうし。どんどん走り続けて出していかないとバチが当たるなと思っています」と語った。
恋をすることについて交通事故に遭ったり、酷い風邪を引くのと同じような突発的なものだと度々発言している。
自身の声について「初めてパイプオルガンを聴いて衝撃を受けて、声がパイプオルガンになっちゃったんですよ。」と語っている。
時流を読むことについて「流行が分かる時もある。それは今も。こういうサウンドが来るな、とか、こういう野菜が来るな、とかね（笑）」と語っている。
自身の愛称「ユーミン」について、敬って「ユーミンさん」と「さん」付けされる事について「変」と思っており、「ユーミン」とだけ呼ばれることを好む。過去には「さん」付けしたら罰金をとると冗談で言ったこともあり、「ババアになってもニックネームで呼ばれる3大歌手」としてキョンキョン、チータとともに自身の愛称を挙げたこともあった。
2022年12月15日に日本テレビで放送された『世界一受けたい授業2時間SP』で、今後の大きな夢として「羽田空港の名称をユーミン空港にすること」と語っている。
毒舌家としても知られており、小池百合子と対談した際に、小池が魔法使いサリーのコスプレをした事を引き合いに出し、「服の赤いボタンが、赤い乳首かと思った」と言った。あだ名を付けることもあり、山下達郎には「親指」というあだ名を付けた。

## ディスコグラフィ

### オリジナルアルバム
|    | 発売日         | タイトル                          | 最高位 |
| -- | -------------- | --------------------------------- | ------ |
| 1  | 1973年11月20日 | ひこうき雲                        | 9位    |
| 2  | 1974年10月5日  | MISSLIM                           | 8位    |
| 3  | 1975年6月20日  | COBALT HOUR                       | 2位    |
| 4  | 1976年11月20日 | 14番目の月                        | 1位    |
| 5  | 1978年3月5日   | 紅雀                              | 2位    |
| 6  | 1978年11月5日  | 流線形'80                         | 4位    |
| 7  | 1979年7月20日  | OLIVE                             | 5位    |
| 8  | 1979年12月1日  | 悲しいほどお天気                  | 6位    |
| 9  | 1980年6月21日  | 時のないホテル                    | 3位    |
| 10 | 1980年12月1日  | SURF&SNOW                         | 7位    |
| 11 | 1981年5月21日  | 水の中のASIAへ                    | 9位    |
| 12 | 1981年11月1日  | 昨晩お会いしましょう              | 1位    |
| 13 | 1982年6月21日  | PEARL PIERCE                      | 1位    |
| 14 | 1983年2月21日  | REINCARNATION                     | 1位    |
| 15 | 1983年12月1日  | VOYAGER                           | 1位    |
| 16 | 1984年12月1日  | NO SIDE                           | 1位    |
| 17 | 1985年11月30日 | DA・DI・DA                        | 1位    |
| 18 | 1986年11月29日 | ALARM à la mode                   | 1位    |
| 19 | 1987年12月5日  | ダイアモンドダストが消えぬまに    | 1位    |
| 20 | 1988年11月26日 | Delight Slight Light KISS         | 1位    |
| 21 | 1989年11月25日 | LOVE WARS                         | 1位    |
| 22 | 1990年11月23日 | 天国のドア                        | 1位    |
| 23 | 1991年11月22日 | DAWN PURPLE                       | 1位    |
| 24 | 1992年11月27日 | TEARS AND REASONS                 | 1位    |
| 25 | 1993年11月26日 | U-miz                             | 1位    |
| 26 | 1994年11月25日 | THE DANCING SUN                   | 1位    |
| 27 | 1995年12月1日  | KATHMANDU                         | 1位    |
| 28 | 1997年2月28日  | Cowgirl Dreamin'                  | 1位    |
| 29 | 1997年12月5日  | スユアの波                        | 2位    |
| 30 | 1999年11月17日 | FROZEN ROSES                      | 3位    |
| 31 | 2001年6月6日   | acacia （アケイシャ）             | 2位    |
| 32 | 2002年11月20日 | Wings of Winter, Shades of Summer | 2位    |
| 33 | 2004年11月10日 | VIVA! 6×7                         | 5位    |
| 34 | 2006年5月24日  | A GIRL IN SUMMER                  | 3位    |
| 35 | 2009年4月8日   | そしてもう一度夢見るだろう        | 4位    |
| 36 | 2011年4月6日   | Road Show                         | 2位    |
| 37 | 2013年11月20日 | POP CLASSICO                      | 2位    |
| 38 | 2016年11月2日  | 宇宙図書館                        | 1位    |
| 39 | 2020年12月1日  | 深海の街                          | 3位    |
| 40 | 2025年10月29日 | Wormhole / Yumi AraI              |        |

### ベストアルバム
|   | 発売日         | タイトル                                     | 最高位 |
| - | -------------- | -------------------------------------------- | ------ |
| 1 | 1976年6月20日  | YUMING BRAND                                 | 1位    |
| 2 | 1977年12月25日 | ALBUM                                        | 12位   |
| 3 | 1998年11月6日  | Neue Musik（ノイエ・ムジーク）               | 1位    |
| 4 | 2001年11月14日 | sweet,bitter sweet〜YUMING BALLAD BEST       | 1位    |
| - | 2002年3月20日  | Yuming THE GREATEST HITS（香港限定）         | ー     |
| 5 | 2007年3月7日   | SEASONS COLOURS -春夏撰曲集-                 | 6位    |
| 6 | 2007年10月24日 | SEASONS COLOURS -秋冬撰曲集-                 | 3位    |
| 7 | 2012年11月20日 | 日本の恋と、ユーミンと。                     | 1位    |
| - | 2015年11月25日 | 日本の恋と、ユーミンと。 (GOLD DISC Edition) | 9位    |
| 8 | 2018年4月11日  | ユーミンからの、恋のうた。                   | 1位    |
| 9 | 2022年10月4日  | ユーミン万歳!                                | 1位    |
| - | 2024年6月26日  | ユーミン万歳!（完全限定盤アナログボックス）  | 20位   |

### コラボベストアルバム
|   | 発売日         | タイトル       | 最高位 |
| - | -------------- | -------------- | ------ |
| 1 | 2023年12月20日 | ユーミン乾杯!! | 2位    |

### セルフカバーアルバム
|   | 発売日         | タイトル                   | 最高位 |
| - | -------------- | -------------------------- | ------ |
| 1 | 2003年12月17日 | Yuming Compositions: FACES | 3位    |

### ライブアルバム
|   | 発売日        | タイトル                               | 最高位 |
| - | ------------- | -------------------------------------- | ------ |
| 1 | 1986年6月25日 | YUMING VISUALIVE DA・DI・DA            | 1位    |
| 2 | 1996年12月7日 | Yumi Arai The Concert with old Friends | 5位    |

### ボックス＆特別企画盤
|   | 発売日        | タイトル                                        | 最高位 |
| - | ------------- | ----------------------------------------------- | ------ |
| 1 | 1999年1月27日 | Yumi Matsutoya 1978-1989                        | 85位   |
| 2 | 2004年2月18日 | Yumi Arai 1972-1976                             | 39位   |
| 3 | 2013年7月31日 | ユーミン×スタジオジブリ 40周年記念盤 ひこうき雲 | 12位   |

### 非公式アルバム
|   | 発売日         | タイトル                           | 最高位 |
| - | -------------- | ---------------------------------- | ------ |
| 1 | 1979年10月25日 | YUMING BRAND PART.2                | ー     |
| 2 | 1981年11月21日 | YUMING BRAND PART.3                | ー     |
| 3 | 1987年3月25日  | YUMING SINGLES 1972-1976           | 22位   |
| 4 | 1987年11月28日 | YUMING HISTORY                     | 30位   |
| 5 | 1990年9月11日  | 決定版 荒井由実 ベストセレクション | ー     |
| 6 | 1992年9月21日  | YUMING COLLECTION                  | 34位   |
| 7 | 2000年4月26日  | Super Best Of Yumi Arai            | 9位    |

### シングル
|    | 発売日         | タイトル                                  | c/w                                    | 最高位 |
| -- | -------------- | ----------------------------------------- | -------------------------------------- | ------ |
| 1  | 1972年7月5日   | 返事はいらない                            | 空と海の輝きに向けて                   | ー     |
| 2  | 1973年11月5日  | きっと言える                              | ひこうき雲                             | ー     |
| 3  | 1974年4月20日  | やさしさに包まれたなら                    | 魔法の鏡                               | ー     |
| 4  | 1974年10月5日  | 12月の雨                                  | 瞳を閉じて                             | ー     |
| 5  | 1975年2月20日  | ルージュの伝言                            | 何もきかないで                         | 45位   |
| 6  | 1975年10月5日  | あの日にかえりたい                        | 少しだけ片想い                         | 1位    |
| 7  | 1976年3月5日   | 翳りゆく部屋                              | ベルベット・イースター                 | 10位   |
| 8  | 1977年5月5日   | 潮風にちぎれて                            | 消灯飛行                               | 31位   |
| 9  | 1977年11月5日  | 遠い旅路                                  | ナビゲイター                           | 38位   |
| 10 | 1978年3月5日   | ハルジョオン・ヒメジョオン                | 罪と罰                                 | 80位   |
| 11 | 1978年7月20日  | 入江の午後3時                             | 静かなまぼろし                         | 88位   |
| 12 | 1978年10月5日  | 埠頭を渡る風                              | キャサリン                             | 71位   |
| 13 | 1979年6月20日  | 帰愁                                      | 稲妻の少女                             | 89位   |
| 14 | 1980年3月20日  | ESPER                                     | よそゆき顔で                           | 77位   |
| 15 | 1980年5月21日  | 白日夢・DAY DREAM                         | ためらい                               | 44位   |
| 16 | 1980年8月5日   | 星のルージュリアン                        | 12階のこいびと                         | 46位   |
| 17 | 1981年6月21日  | 守ってあげたい                            | グレイス・スリックの肖像               | 2位    |
| 18 | 1981年11月1日  | 夕闇をひとり                              | A HAPPY NEW YEAR                       | 48位   |
| 19 | 1983年8月25日  | ダンデライオン〜遅咲きのたんぽぽ          | 時をかける少女                         | 9位    |
| 20 | 1984年2月1日   | VOYAGER〜日付のない墓標〜                 | 青い船で                               | 9位    |
| 21 | 1985年8月1日   | メトロポリスの片隅で                      | パジャマにレインコート                 | 8位    |
| 22 | 1987年11月5日  | SWEET DREAMS                              | SATURDAY NIGHT ZOMBIES                 | 7位    |
| 23 | 1989年6月28日  | ANNIVERSARY〜無限にCALLING YOU            | ホームワーク                           | 2位    |
| 24 | 1993年7月26日  | 真夏の夜の夢                              | 風のスケッチ                           | 1位    |
| 25 | 1994年7月27日  | Hello, my friend                          | Good-bye friend                        | 1位    |
| 26 | 1994年10月24日 | 春よ、来い                                |                                        | 1位    |
| -  | 1995年2月20日  | 命の花                                    | 砂の惑星                               | ー     |
| 27 | 1995年11月13日 | 輪舞曲 (ロンド)                           | Midnight Scarecrow                     | 2位    |
| 28 | 1996年7月15日  | まちぶせ                                  |                                        | 5位    |
| 29 | 1996年10月16日 | 最後の嘘                                  | 忘れかけたあなたへのメリークリスマス   | 4位    |
| 30 | 1997年1月29日  | 告白                                      | Moonlight Legend                       | 10位   |
| 31 | 1997年11月12日 | Sunny day Holiday                         | 夢の中で〜We are not alone, forever    | 10位   |
| 32 | 1999年11月3日  | Lost Highway                              | Spinning Wheel                         | 20位   |
| 33 | 2000年9月20日  | PARTNERSHIP                               | So long long ago                       | 18位   |
| 34 | 2001年1月11日  | 幸せになるために                          | TWINS                                  | 6位    |
| 35 | 2001年4月25日  | 7 TRUTHS 7 LIES〜ヴァージンロードの彼方で | Song For Bride TUXEDO RAIN ANNIVERSARY | 16位   |
| 36 | 2003年2月5日   | 雪月花                                    |                                        | 59位   |
| 37 | 2005年6月1日   | ついてゆくわ                              | あなたに届くように                     | 13位   |
| 38 | 2006年2月15日  | 虹の下のどしゃ降りで                      | Smile again                            | 22位   |
| 39 | 2007年9月5日   | 人魚姫の夢                                | Au Nom de la Rose                      | 19位   |
| 40 | 2010年5月26日  | ダンスのように抱き寄せたい                | バトンリレー                           | 15位   |
| 41 | 2012年3月14日  | 恋をリリース                              | 夜明けの雲                             | 34位   |
| 42 | 2024年5月29日  | acacia[アカシア]                          | 春よ、来い（Nina Kraviz Remix）        | 19位   |

※順位は全てオリコンの発表に基づく。

### 配信楽曲
|    | 発売日         | タイトル                         |
| -- | -------------- | -------------------------------- |
| 1  | 2011年5月18日  | (みんなの) 春よ、来い            |
| 2  | 2011年11月23日 | 夜明けの雲                       |
| 3  | 2011年11月30日 | (みんなの) 春よ、来い 2011年秋編 |
| 4  | 2012年3月28日  | (みんなの) 春よ、来い 2012       |
| 5  | 2013年7月3日   | ひこうき雲                       |
| 6  | 2015年11月18日 | 気づかず過ぎた初恋               |
| 7  | 2016年9月21日  | 残火                             |
| 8  | 2019年9月18日  | 深海の街                         |
| 9  | 2020年8月10日  | あなたと 私と                    |
| 10 | 2020年10月23日 | 知らないどうし                   |

### アルバム先行配信
|   | 発売日         | タイトル     |
| - | -------------- | ------------ |
| 1 | 2020年11月16日 | 雪の道しるべ |
| 2 | 2022年9月21日  | Call me back |

### コラボレーション
| 発売日         | アーティスト                                                                               | タイトル                                          | 備考                                                                           |
| -------------- | ------------------------------------------------------------------------------------------ | ------------------------------------------------- | ------------------------------------------------------------------------------ |
| 1985年6月1日   | 松任谷由実 小田和正 財津和夫                                                               | 今だから                                          | c/w:〃 (Another Ver.)                                                          |
| 1992年11月9日  | カールスモーキー石井&松任谷由実                                                            | 愛のWAVE                                          | c/w:愛のWAVE (Karaoke with YUMING),〃(Karaoke)                                 |
| 1992年11月9日  | カールスモーキー石井&松任谷由実                                                            | 浪漫の伝言                                        | c/w:愛のWAVE (Karaoke with YUMING),〃(Karaoke)                                 |
| 1993年5月21日  | オールナイトニッポン・パーソナリティーズ                                                   | 今、僕たちにできる事                              | c/w:〃 (Karaoke)                                                               |
| 2000年1月21日  | Yuming+Pocket Biscuits                                                                     | Millennium                                        | c/w:〃 (Karaoke)                                                               |
| 2003年2月5日   | 冨田ラボ feat.松任谷由実                                                                   | God bless you!                                    | Album「Shipbuilding」                                                          |
| 2005年9月9日   | 松任谷由実 with Friends Of Love The Earth                                                  | Smile again                                       | 配信 Single「虹の下のどしゃ降りで」                                            |
| 2006年1月21日  | hiroshi fujiwara fear. eric clapton                                                        | Cappuccino                                        |                                                                                |
| 2006年4月12日  | クレージーキャッツ+Yuming                                                                  | STILL CRAZY for YOU                               | c/w:〃（Karaoke with 谷啓）, 〃(Karaoke with YUMING), 〃(Karaoke)              |
| 2006年9月20日  | Friends Of Love The Earth Project feat. 平原綾香、ミー・リン、サンディー・ラム、松任谷由実 | Color Of The Moon                                 | 配信 ミー・リン Album「CHAT VOI MOZART」                                       |
| 2006年9月20日  | Friends of Love The Earth Project feat. HIROSHI FUJIWARA, EDISON CHEN                      | WAKE UP (RAP+)                                    | 配信                                                                           |
| 2006年11月1日  | Friends of Love The Earth Project                                                          | Knockin' At The Door (All Star Version)           | c/w:〃（日本語 Version）, 〃（韓国語 Version）, 〃（英語 Version）,〃(Karaoke) |
| 2007年7月4日   | DJ TK                                                                                      | WANDERERS (247 DJ TK MIX)                         | Album「Cream Of J-POP 〜ウタイツグウタ〜」                                     |
| 2007年7月11日  | Golden Circle feat. 寺岡呼人・松任谷由実・ゆず                                             | ミュージック                                      | c/w:〃 (piano instrumental ver.), 〃 (karaoke)                                 |
| 2008年10月15日 | SoulJa×Misslim                                                                             | 記念日                                            |                                                                                |
| 2008年10月15日 | SoulJa×Misslim                                                                             | home                                              |                                                                                |
| 2009年12月25日 | くるりとユーミン                                                                           | シャツを洗えば                                    | c/w:〃(Instrumental)                                                           |
| 2014年7月15日  | ゆず / ももいろクローバーZ / back number / 大原櫻子 & 松任谷由実                           | 忘れられぬミュージック                            | 配信                                                                           |
| 2017年12月1日  | BENI & YUMING                                                                              | （南の）恋人がサンタクロース                      | 購入特典ダウンロード                                                           |
| 2021年3月27日  | スモール3 with 松任谷由実                                                                  | きみのためにSuperman -Be a Superman for You-      | 配信                                                                           |
| 2023年11月27日 | 桑田佳祐&松任谷由実                                                                        | Kissin' Christmas (クリスマスだからじゃない) 2023 | c/w:〃 (karaoke)                                                               |
| 2025年5月30日  | imase×松任谷由実                                                                           | 文通                                              | 配信                                                                           |

### ビデオ
|    | 発売日         | タイトル                                              |
| -- | -------------- | ----------------------------------------------------- |
| 1  | 1982年4月5日   | 1981 Yuming Visual Volume1                            |
| 2  | 1982年10月21日 | 1982 Yuming Visual Volume2                            |
| 3  | 1984年9月1日   | コンパートメント TRAIN OF THOUGHT                     |
| 4  | 1991年7月5日   | WINGS OF LIGHT "THE GATES OF HEAVEN" TOUR             |
| 5  | 1995年9月11日  | INTO THE DANCING SUN                                  |
| 6  | 1996年12月20日 | Yumi Arai The Concert with old Friends                |
| 7  | 1999年12月8日  | YUMING SPECTACLE SHANGRILA 1999                       |
| 8  | 2003年2月5日   | YUMING SURF & SNOW in Zushi Marina Vol.16             |
| 9  | 2004年2月18日  | YUMING SPECTACLE SHANGRILA II                         |
| 10 | 2004年6月9日   | YUMING Presents 天国の本屋〜恋火 ミュージックDVD      |
| 11 | 2007年3月7日   | THE LAST WEDNESDAY TOUR 2006〜HERE COMES THE WAVE〜   |
| 12 | 2008年3月5日   | YUMING SPECTACLE SHANGRILA III〜A DREAM OF DOLPHINE〜 |
| 13 | 2012年3月14日  | YUMI MATSUTOYA CONCERT TOUR 2011 Road Show            |
| 14 | 2014年12月24日 | All about POP CLASSICO                                |
| 15 | 2018年4月11日  | 松任谷由実 CONCERT TOUR 宇宙図書館 2016-2017          |
| 16 | 2019年11月6日  | TIME MACHINE TOUR Traveling Through 45years           |
| 17 | 2023年1月25日  | 松任谷由実 コンサートツアー 深海の街                  |
| 18 | 2024年5月29日  | THE JOURNEY 50TH ANNIVERSARY コンサートツアー         |

### ミュージックビデオ
| 年        | 曲名                                                                                | 備考                                                                     |
| --------- | ----------------------------------------------------------------------------------- | ------------------------------------------------------------------------ |
| 1973 2013 | ひこうき雲                                                                          | 収録：アルバム「ユーミン×スタジオジブリ 40周年記念盤 ひこうき雲」特典DVD |
| 1973      | きっと言える                                                                        | 未収録                                                                   |
| 1973      | 紙ヒコーキ                                                                          | 収録：CD BOX「Yumi Arai 1972-1976」特典DVD                               |
| 1975 1979 | ルージュの伝言                                                                      | 初出：フジテレビ「スーパージャム」                                       |
| 1976      | 翳りゆく部屋                                                                        | 収録：アルバム「日本の恋と、ユーミンと。」特典DVD                        |
| 1976 1979 | 中央フリーウェイ                                                                    | 初出：フジテレビ「スーパージャム」                                       |
| 1979      | DESTINY                                                                             | 初出：フジテレビ「スーパージャム」                                       |
| 1980 2025 | サーフ天国、スキー天国 （サーフ天国、スキー天国、ドライブ天国）                     | Yuming x TOYOTA GAZOO Racing Collaboration Movie                         |
| 1983      | NIGHT WALKER                                                                        | 未収録                                                                   |
| 1984 2025 | BLIZZARD                                                                            | Yuming x TOYOTA GAZOO Racing Collaboration Movie                         |
| 1985      | もう愛は始まらない                                                                  | 初出：TBS「合言葉は音楽気分!」                                           |
| 1987      | SWEET DREAMS                                                                        | 未収録                                                                   |
| 1988      | リフレインが叫んでる                                                                | 未収録                                                                   |
| 1989      | ANNIVERSARY〜無限にCALLING YOU〜                                                    | 未収録                                                                   |
| 1989      | WANDERERS                                                                           | 未収録                                                                   |
| 1990      | 満月のフォーチュン                                                                  | 未収録                                                                   |
| 1990 1991 | SAVE OUR SHIP                                                                       | 初出：NHK「日本ゴールドディスク大賞」                                    |
| 1991      | 情熱に届かない〜Don’t Let Me Go                                                     | 未収録                                                                   |
| 1992      | 無限の中の一度                                                                      | Yuming x KIRIN Lager Beer Collaboration Movie                            |
| 1992      | Carry on                                                                            | 未収録                                                                   |
| 1993      | 真夏の夜の夢                                                                        | 未収録                                                                   |
| 1993      | XYZING XYZING                                                                       | 未収録                                                                   |
| 1994      | Hello, my friend                                                                    | 未収録                                                                   |
| 1994      | 春よ、来い                                                                          | 未収録                                                                   |
| 1995      | 輪舞曲                                                                              | 未収録                                                                   |
| 1996      | まちぶせ                                                                            | 未収録                                                                   |
| 1996      | 最後の嘘                                                                            | 未収録                                                                   |
| 1997      | 告白                                                                                | 未収録                                                                   |
| 1997      | Sunny day Holiday                                                                   | 未収録                                                                   |
| 1999      | Lost Highway                                                                        | 未収録                                                                   |
| 1999      | Raga #3                                                                             | 収録：DVD「YUMING SPECTACLE SHANGRILA 1999」                             |
| 2000      | PARTNERSHIP                                                                         | 未収録                                                                   |
| 2001      | 幸せになるために                                                                    | 未収録                                                                   |
| 2001      | 7 TRUTHS 7 LIES〜ヴァージンロードの彼方で                                           | 未収録                                                                   |
| 2001 2024 | acacia【アカシア】                                                                  | 未収録                                                                   |
| 2002      | Wings of Winter                                                                     | 未収録                                                                   |
| 2002      | Northern Lights                                                                     | 収録：シングル「雪月花」特典DVD                                          |
| 2002      | 雪月花                                                                              | 収録：シングル「雪月花」特典DVD                                          |
| 2004      | 永遠が見える日                                                                      | 収録：DVD「YUMING Presents 天国の本屋〜恋火 ミュージックDVD」            |
| 2004      | 恋の苦さとため息と                                                                  | 未収録                                                                   |
| 2005      | ついてゆくわ                                                                        | 未収録                                                                   |
| 2006      | 虹の下のどしゃ降りで                                                                | 未収録                                                                   |
| 2006      | Still Crazy For You / クレージーキャッツ & YUMING                                   | 収録：コラボレート・シングル「Still Crazy For You」特典DVD               |
| 2006      | Forgiveness                                                                         | 収録：DVD「THE LAST WEDNESDAY TOUR 2006〜HERE COMES THE WAVE〜」         |
| 2007      | ミュージック / Golden Circle featuring 寺岡呼人・松任谷由実・ゆず                   | 収録：コラボレート・シングル「ミュージック」特典DVD                      |
| 2007      | 人魚姫の夢                                                                          | 収録：シングル「人魚姫の夢」特典DVD                                      |
| 2008      | 記念日 / SoulJa × Misslim                                                           | 収録：コラボレート・シングル「記念日」特典DVD                            |
| 2008      | home / SoulJa × Misslim                                                             | 収録：SoulJa アルバム「COLORZ」特典DVD                                   |
| 2009      | ハートの落書き                                                                      | 未収録                                                                   |
| 2011      | ひとつの恋が終わるとき                                                              | 未収録                                                                   |
| 2011      | Mysterious Flower                                                                   | 未収録                                                                   |
| 2011      | I Love You                                                                          | 未収録                                                                   |
| 2012      | 恋をリリース                                                                        | 未収録                                                                   |
| 2013      | Babies are popstars / Babies are popstars                                           | 収録：Blu-ray / DVD「All about POP CLASSICO」                            |
| 2014      | 忘れられぬミュージック / ゆず ももいろクローバーZ back number 大原櫻子 & 松任谷由実 | 未収録、Lyric Video                                                      |
| 2016      | 宇宙図書館                                                                          | 収録：アルバム「宇宙図書館」特典DVD                                      |
| 2019      | 深海の街                                                                            | 収録：アルバム「深海の街」特典DVD                                        |
| 2020      | 1920                                                                                | 未収録、Album Message Movie                                              |
| 2020      | 知らないどうし                                                                      | 収録：アルバム「深海の街」特典DVD                                        |
| 2021      | きみのためにSuperman / スモール３ with 松任谷由実                                   | 未収録                                                                   |
| 2022      | Call me back / 松任谷由実 with 荒井由実                                             | アルバム「ユーミン万歳！」特典Blu-ray / DVD                              |
| 2023      | Kissin’ Christmas (クリスマスだからじゃない) 2023 / 桑田佳祐＆松任谷由実            | 未収録、Special Lyric Video                                              |
| 2023      | 守ってあげたい／乃木坂46 cheers 松任谷由実（produced by 小室哲哉）                  | 初出：日本テレビ「ベストアーティスト」、Yuming Performance Version       |
| 2023      | 真夏の夜の夢／GLIM SPANKY cheers 松任谷由実                                         | 初出：テレビ朝日「ミュージックステーション」、Yuming Performance Version |
| 2025      | 文通 / imase×松任谷由実                                                             | 未収録                                                                   |
| 2025      | 烏揚羽                                                                              | 未収録                                                                   |

## コンピレーション・アルバム
|    | 発売日         | アーティスト                 | タイトル                                                            |
| -- | -------------- | ---------------------------- | ------------------------------------------------------------------- |
| 1  | 1984年5月25日  | ハイ・ファイ・セット         | Sings Yuming                                                        |
| 1  | 2002年6月19日  | ハイ・ファイ・セット         | GOLDEN☆BEST ハイ・ファイ・セット 荒井由実・松任谷由実・杉真理作品集 |
| 2  | 1984年9月21日  | マニュアル プロジェクト      | DIGITAL FANTASIA                                                    |
| 3  | 1985年3月6日   | 松田聖子                     | Seiko-Train                                                         |
| 3  | 2000年7月5日   | 松田聖子                     | SEIKO SUITE Disc2                                                   |
| 4  | 1986年7月21日  | 麗美                         | REIMY BRAND                                                         |
| 4  | 2005年5月18日  | 麗美                         | 麗美GOLDEN☆BEST -REIMY BRAND COMPLETE-                              |
| 5  | 1987年5月7日   | 原田知世                     | image                                                               |
| 6  | 1992年10月21日 | Various Artist               | I'm Your Fan -Tribute to Yumi Matsutoya-                            |
| 7  | 1993年4月21日  | ブレッド&バター いしだあゆみ | 呉田軽穂作詞集                                                      |
| 8  | 1997年1月22日  | Various Artist               | 「いちご白書」をもう一度〜荒井由実作品集                            |
| 9  | 1997年3月21日  | Various Artist               | 雨音はショパンの調べ〜松任谷由実作品集                              |
| 10 | 1997年3月21日  | Various Artist               | 秘密の花園〜呉田軽穂作品集                                          |
| 11 | 1999年9月22日  | Various Artist               | Dear Yuming                                                         |
| 12 | 2002年12月11日 | Various Artist               | Queen's Fellows                                                     |
| 13 | 2003年7月16日  | Various Artist               | OVER THE SKY:Yuming International Cover Album                       |
| 14 | 2004年1月21日  | Various Artist               | シンガーソングライターからの贈り物 荒井由実作品集                   |
| 15 | 2007年11月21日 | Various Artist               | UNDER THE BLUE MOON:Yuming International Cover Album                |
| 16 | 2009年4月8日   | Various Artist               | Shout at YUMING ROCKS                                               |
| 17 | 2009年12月9日  | Various Artist               | Pure Lips〜Yuming Compositions                                      |
| 18 | 2012年4月25日  | f.e.n.                       | 東京カフェスタイル #1 ストーリー                                    |
| 19 | 2012年9月19日  | f.e.n.                       | 東京カフェスタイル #2 メモリー                                      |
| 20 | 2013年2月20日  | Various Artist               | You & Me 〜あの日にかえりたい 荒井由実トリビュート作品集            |
| 21 | 2013年3月13日  | f.e.n.                       | 東京カフェスタイル #3 ファンタジー                                  |
| 22 | 2013年10月9日  | 今井美樹                     | Dialogue -Miki Imai Sings Yuming Classics-                          |
| 23 | 2020年10月7日  | Various Artist               | 刀剣乱舞-ONLINE- 歌曲集と物語「あなたと 私と」                      |
| 24 | 2022年3月16日  | JUJU                         | ユーミンをめぐる物語                                                |

## 他アーティスト作品への参加
| 発売日         | アーティスト                       | タイトル                                                                                         | 備考 |
| -------------- | ---------------------------------- | ------------------------------------------------------------------------------------------------ | --- |
| 1971年10月25日 | 小坂忠                             | album『ありがとう』                                                                              | ピアノ：「冬・春・夏」、「みちくさ」                                                                               |
| 1972年5月1日   | 加橋かつみ                         | single『愛は突然に…』                                                                            | ピアノ：「愛は突然に…」                                                                                            |
| 1972年11月25日 | BUZZ                               | single『ケンとメリー 〜愛と風のように〜』                                                        | ピアノ：「ケンとメリー 〜愛と風のように〜」、「悲しい歌はもううたわない」                                          |
| 1972年12月25日 | 小林啓子                           | album『かなしみごっこ』                                                                          | ピアノ：「やさしい朝の歌」、「からっぽの世界」                                                                     |
| 1975年         | フランソワーズ・アルディ           | album『夜のフランソワーズ』（日本版）                                                            | ライナーノーツ |
| 1976年8月5日   | 尾崎亜美                           | album『SHADY』                                                                                   | タイトル |
| 1977年6月5日   | 尾崎亜美                           | album『MIND DROPS』                                                                              | タイトル |
| 1977年6月5日   | マザー・グース                     | album『パノラマ・ハウス』                                                                        | ジャケット画、推薦コメント                                                                                         |
| 1977年11月25日 | 松任谷正隆                         | album『夜の旅人』                                                                                | ジャケット画 |
| 1977年         | 越路吹雪                           | album『一寸おたずねします』                                                                      | イラストレーション                                                                                                 |
| 1983年1月      | 東京JAP                            | album『JAP大作戦』                                                                               | プロデュース |
| 1983年5月21日  | ザ・スクエア                       | album『うち水にRainbow』                                                                         | トータルコーディネイト                                                                                             |
| 1984年4月28日  | 稲垣潤一                           | single『オーシャン・ブルー』                                                                     | コーラス：「オーシャン・ブルー」                                                                                   |
| 1984年8月25日  | 小林麻美                           | album『CRYPTOGRAPH 〜愛の暗号』                                                                  | プロデュース |
| 1985年7月21日  | 高中正義                           | album『TRAUMATIC 極東探偵団』                                                                    | コーラス：「CHINA」                                                                                                |
| 1987年3月21日  | 小林麻美                           | album『GREY』                                                                                    | プロデュース |
| 1988年4月6日   | Various Artist                     | album『抱きしめたい』                                                                            | カバー：「ノーウェジアン・ウッド（ノルウェーの森）」                                                               |
| 1988年4月21日  | 武部聡志                           | album『Clara』                                                                                   | ジャケット画 |
| 1988年7月10日  | Various Artist                     | album『MATTARI! 〜FRAGMENTS OF YUMING』                                                          | 選曲 |
| 1992年5月1日   | Various Artist                     | Video『ルージュの伝言I』                                                                         | 音楽 |
| 1992年5月1日   | Various Artist                     | Video『ルージュの伝言Ⅱ』                                                                         | 音楽 |
| 1997年10月29日 | 松任谷正隆 熊谷幸子                | sound track『時をかける少女』                                                                    | ボーカル・作詞・作曲：「夢の中で 〜We are not alone, forever（映画 Version）」「時のカンツォーネ（映画 Version）」 |
| 1999年2月20日  | Piccadilly Circus                  | album『Piccadilly Circus』                                                                       | コーラス：「Good Friend」                                                                                          |
| 2002年10月17日 | Various Artist                     | album『一期一会 Sweets for my SPITZ』                                                            | カバー：「楓」 |
| 2003年7月23日  | MAYA MAXX                          | DVD『a MAYA MAXX film 空〜kuu〜』                                                                | 出演：「松任谷由実×MAYA MAXX 対談」                                                                                |
| 2003年9月3日   | 元ちとせ                           | album『ノマド・ソウル』                                                                          | タイトル |
| 2004年10月29日 | Port of Notes                      | album『Evening Glow』                                                                            | コーラス：「Sunshine in The Rain」                                                                                 |
| 2004年11月10日 | Various Artist                     | album『YOSUI TRIBUTE』                                                                           | カバー：「とまどうペリカン」                                                                                       |
| 2004年12月1日  | クレイジーケンバンド               | DVD『CKBMV』                                                                                     | 出演：「COBALT HOUR」                                                                                              |
| 2005年12月7日  | イム・ヒョンジュ                   | album『THE LOTUS』                                                                               | コーラス：「Smile again（韓国語 Version）」                                                                        |
| 2007年3月28日  | Various Artist                     | DVD『Yuming Song Musical ガールフレンズ』                                                        | 作詞作曲 |
| 2008年5月8日   | ブレッド＆バター                   | DVD『茅ヶ崎・東海岸 カフェ・ブレッド&バターの軌跡』                                              | 出演 |
| 2009年10月21日 | Various Artist                     | album『くるり鶏びゅ〜と』                                                                        | カバー：「春風」                                                                                                   |
| 2011年4月13日  | Various Artist                     | album『ISETAN Songs Collection 1972-1986』                                                       | ボーカル・作詞・作曲：「YOU ARE MY SUNSHINE」                                                                      |
| 2012年5月29日  | 松任谷正隆                         | sound track『虹色ほたる 〜永遠の夏休み〜』                                                       | ボーカル・作詞作曲：「愛と遠い日の未来へ（映画 Version）」                                                         |
| 2013年12月18日 | Various Artist                     | album『Tribute to Taeko Onuki』                                                                  | カバー：「色彩都市」                                                                                               |
| 2015年11月27日 | char                               | Blu-ray / DVD『"Rock十" Eve -Live at Nippon Budokan-』                                           | 出演：「Night Flight」                                                                                             |
| 2019年12月21日 | 松任谷正隆                         | 『かごめかごめ』                                                                                 | ボーカル |
| 2020年11月2日  | 一青窈                             | single『かたつむり』                                                                             | コーラス：「かたつむり」                                                                                           |
| 2020年12月20日 | マイカ・ミュージック・ラボラトリー | 『クリスマスの願い事』                                                                           | ボーカル |
| 2021年3月4日   | Various Artist                     | Blu-ray『ALFA MUSIC LIVE－ALFA 50th Anniversary Edition』                                        | 出演 |
| 2021年10月27日 | SKYE                               | album『SKYE』                                                                                    | コーラス：「Always」                                                                                               |
| 2022年3月16日  | JUJU                               | album『ユーミンをめぐる物語』                                                                    | プロデュース、出演：「Documentary of ユーミンをめぐる物語」                                                        |
| 2023年1月25日  | SKYE                               | Blu-ray / DVD『SKYE TOUR 2022』                                                                  | 出演 |
| 2023年2月22日  | JUJU                               | live album / Blu-ray / DVD『不思議の国のジュジュ苑 －ユーミンをめぐる物語－ JUJUの日スペシャル』 | 出演 |
| 2024年5月15日  | Various Artist                     | album『TM NETWORK TRIBUTE ALBUM -40th CELEBRATION-』                                             | カバー：「Human System」                                                                                           |

## オリコン記録
- アーティスト総売上（歴代8位の4004万枚）
- アルバム総売上（歴代3位、ソロ&女性1位の3135万枚）
- アルバム1位獲得数（歴代2位、ソロ1位の25作）
- アルバム1位連続獲得年数（歴代1位の18年）
- アルバム1位獲得最年長記録（歴代3位の68歳9か月『ユーミン万歳!』）
- アルバムTOP10獲得作品数（歴代2位、女性1位の50作）
- アルバム年間TOP10獲得作品数（歴代1位の20作）
- アルバム年間TOP10連続獲得年数（歴代1位の14年）
- シングル同時TOP100獲得作品数（歴代2位の16作）
- 10年代1位獲得数（歴代1位の6回〈1970・1980・1990・2000・2010・2020年代〉）
- 史上最長キャリアでのアルバムミリオン突破（歌手キャリア45年11ヶ月（「日本の恋と、ユーミンと。」））
- アルバムミリオン獲得作品数（歴代3位、ソロ1位の10作）
- 日本人アーティストとして初めてのアルバム200万枚突破：天国のドア
- オリコン史上初のアルバム初動ミリオン：DAWN PURPLE
- 歴代アルバム売上15位：Neue Musik
- アルバム年間1位獲得作品：Delight Slight Light KISS（1989年間）、LOVE WARS（1990年間）、天国のドア（1991年間）
- 女性最多となるアルバムミリオン「通算10作」、アルバム首位「通算25作目」の記録を持つ。オリコン史上初の「1970・1980・1990・2000・2010・2020年代」と6つの年代連続でアルバム売上首位を獲得（歴代1位）。桑田佳祐、山下達郎（2人とも1980・1990・2000・2010・2020年代）が保持していた記録を塗り替えた。

## タイアップ一覧
| 楽曲                                                   | タイアップ                                                                                                | 収録アルバム                                  |
| ------------------------------------------------------ | --- | --------------------------------------------- |
| ひこうき雲                                             | 映画「風立ちぬ」主題歌                                                                                    | ひこうき雲                                    |
| ひこうき雲                                             | au by KDDI「au loves ジブリ」CMソング                                                                     | ひこうき雲                                    |
| ひこうき雲                                             | NHKドラマ「青の時代 名曲ドラマシリーズ ひこうき雲」主題歌                                                 | ひこうき雲                                    |
| きっと言える                                           | アサヒ飲料「旨茶」CMソング                                                                                | ひこうき雲                                    |
| 紙ヒコーキ                                             | アサヒ飲料「旨茶」CMソング                                                                                | ひこうき雲                                    |
| 雨の街を                                               | TBS系ドラマ「ルージュの伝言」vol.16 主題歌                                                                | ひこうき雲                                    |
| （CMオリジナル曲）                                     | マルマン「ハーレーVS」CMソング                                                                            |                                               |
| 瞳を閉じて                                             | 映画「スイート・スイート・ゴースト」主題歌                                                                | MISSLIM                                       |
| 瞳を閉じて                                             | 日本テレビ系ドラマ「Xmasなんて大嫌い」挿入歌                                                              | MISSLIM                                       |
| 瞳を閉じて                                             | NHK「NHKアーカイブス」テーマソング                                                                        | MISSLIM                                       |
| 瞳を閉じて                                             | フジテレビ / BSフジ「街角パレット〜未来へのたからもの〜」テーマソング                                     | MISSLIM                                       |
| やさしさに包まれたなら                                 | 不二家「ソフトエクレア」CMソング (一部歌詞CMオリジナル)                                                   | MISSLIM                                       |
| やさしさに包まれたなら                                 | 映画「魔女の宅急便」エンディングテーマ                                                                    | MISSLIM                                       |
| やさしさに包まれたなら                                 | TBSドラマ系「ユーミンドラマブックス」第一章 主題歌                                                        | MISSLIM                                       |
| やさしさに包まれたなら                                 | MoMAニューヨーク近代美術館名作展イメージ・ソング                                                          | MISSLIM                                       |
| やさしさに包まれたなら                                 | JR東日本「Suicaキャンペーン」CMソング                                                                     | MISSLIM                                       |
| やさしさに包まれたなら                                 | フジテレビ系ドラマ「ママが料理をつくる理由」主題歌                                                        | MISSLIM                                       |
| やさしさに包まれたなら                                 | mixi CMソング                                                                                             | MISSLIM                                       |
| やさしさに包まれたなら                                 | ABCマート ホーキンス「エレガントウォーク」 CMソング                                                       | MISSLIM                                       |
| やさしさに包まれたなら                                 | サントリー「のんある気分」 CMソング                                                                       | MISSLIM                                       |
| やさしさに包まれたなら                                 | アサヒ飲料 「十六茶」 CMソング                                                                            | MISSLIM                                       |
| やさしさに包まれたなら                                 | サントリー「サントリーのノンアル」 CMソング                                                               | MISSLIM                                       |
| やさしさに包まれたなら                                 | マクドナルド 「ハッピーセット」 CMソング                                                                  | MISSLIM                                       |
| やさしさに包まれたなら                                 | キリンビバレッジ 「生茶」 CMソング                                                                        | MISSLIM                                       |
| やさしさに包まれたなら (Inst)                          | ヤマト運輸「プレゼント宅急便」CMソング                                                                    | MISSLIM                                       |
| 12月の雨                                               | 東芝「ecoスタイル」CMソング                                                                               | MISSLIM                                       |
| 卒業写真                                               | TBS系ドラマ「ルージュの伝言」vol.3 主題歌                                                                 | COBALT HOUR                                   |
| 卒業写真                                               | フジテレビ系ドラマ「卒うた」主題歌                                                                        | COBALT HOUR                                   |
| ルージュの伝言                                         | 映画「魔女の宅急便」オープニングテーマ                                                                    | COBALT HOUR                                   |
| ルージュの伝言                                         | 映画「おっぱいバレー」挿入歌                                                                              | COBALT HOUR                                   |
| ルージュの伝言                                         | 映画「すずめの戸締まり」挿入歌                                                                            | COBALT HOUR                                   |
| ルージュの伝言                                         | TBS系ドラマ「ルージュの伝言」vol.18 主題歌                                                                | COBALT HOUR                                   |
| ルージュの伝言                                         | サントリー「オールフリー」CMソング                                                                        | COBALT HOUR                                   |
| ルージュの伝言                                         | 福助「満足」CMソング                                                                                      | COBALT HOUR                                   |
| ルージュの伝言 (Inst)                                  | サントリー「サントリーウーロン茶プレミアムクリア」CMソング                                                | COBALT HOUR                                   |
| ルージュの伝言 (Inst)                                  | ロッテ「ガーナチョコレート」CMソング                                                                      | COBALT HOUR                                   |
| CHINESE SOUP                                           | TBS系ドラマ「ルージュの伝言」vol.26 主題歌                                                                | COBALT HOUR                                   |
| あの日にかえりたい                                     | TBS系ドラマ「家庭の秘密」主題歌                                                                           | YUMING BRAND ユーミン万歳！                   |
| あの日にかえりたい                                     | 三菱電機「ダイヤトーン・セレクト600」CMソング                                                             | YUMING BRAND ユーミン万歳！                   |
| あの日にかえりたい                                     | 旭光学「アサヒペンタックス」CMソング                                                                      | YUMING BRAND ユーミン万歳！                   |
| あの日にかえりたい                                     | テレビ朝日系ドラマ「西部警察」#44 挿入歌                                                                  | YUMING BRAND ユーミン万歳！                   |
| 翳りゆく部屋                                           | フジテレビ系「世にも奇妙な物語 真夏の特別編 隣の声」挿入歌                                                | YUMING BRAND ユーミン万歳！                   |
| 14番目の月                                             | TBS系ドラマ「ルージュの伝言」vol.17 主題歌                                                                | 14番目の月                                    |
| 中央フリーウェイ                                       | TBS系ドラマ「ルージュの伝言」vol.7 主題歌                                                                 | 14番目の月                                    |
| 中央フリーウェイ                                       | トヨタ自動車「ReBORN DRIVE FOR TOHOKU」CMソング                                                           | 14番目の月                                    |
| YOU ARE MY SUNSHINE（現：避暑地の出来事）              | 伊勢丹「夏のキャンペーン」CMソング (一部歌詞CMオリジナル)                                                 | 14番目の月                                    |
| グッドラック・アンド・グッドバイ                       | TBS系ドラマ「ルージュの伝言」vol.9 主題歌                                                                 | 14番目の月                                    |
| グッドラック・アンド・グッドバイ                       | TBS系ドラマ「恋を何年休んでますか」挿入歌                                                                 | 14番目の月                                    |
| 晩夏（ひとりの季節）                                   | NHKドラマ「夏の故郷」主題歌                                                                               | 14番目の月                                    |
| 晩夏（ひとりの季節）                                   | NHKドラマ「幻のぶどう園」主題歌                                                                           | 14番目の月                                    |
| 愛を育てる（CMオリジナル曲）                           | 旭化成 CMソング                                                                                           |                                               |
| （CMオリジナル曲）                                     | 不二家「ソフトエクレア」CMソング                                                                          |                                               |
| ナビゲイター                                           | 三菱電機「ダイアトーンステレオ」CMソング                                                                  | sweet,bitter sweet〜YUMING BALLAD BEST        |
| ナビゲイター                                           | TBS系ドラマ「恋を何年休んでますか」挿入歌                                                                 | sweet,bitter sweet〜YUMING BALLAD BEST        |
| 埠頭を渡る風                                           | TBS系ドラマ「ルージュの伝言」vol.25 主題歌                                                                | 流線形'80                                     |
| 真冬のサーファー                                       | 映画「波の数だけ抱きしめて」挿入歌                                                                        | 流線形'80                                     |
| 魔法のくすり                                           | TBS系ドラマ「ルージュの伝言」vol.13 主題歌                                                                | 流線形'80                                     |
| 青いエアメイル                                         | Yuming Films vol.2「バイバイ、ベアー」                                                                    | OLIVE                                         |
| 最後の春休み                                           | TBS系ドラマ「ルージュの伝言」vol.5 主題歌                                                                 | OLIVE                                         |
| 冷たい雨                                               | TBS系ドラマ「ルージュの伝言」vol.14 主題歌                                                                | OLIVE                                         |
| 緑の町に舞い降りて                                     | 花巻空港イメージソング                                                                                    | 悲しいほどお天気                              |
| DESTINY                                                | 富士フイルム「ビデオテープスーパーHG Hi-Fi」CMソング                                                      | 悲しいほどお天気                              |
| DESTINY                                                | フジテレビ系ドラマ「季節はずれの海岸物語」主題歌                                                          | 悲しいほどお天気                              |
| DESTINY                                                | TBS系ドラマ「ルージュの伝言」vol.19 主題歌                                                                | 悲しいほどお天気                              |
| 悲しいほどお天気                                       | フジテレビ系ドラマ「悲しいほどお天気」主題歌                                                              | 悲しいほどお天気                              |
| 白日夢・DAY DREAM                                      | TBS系「おはよう700 キャラバンII」テーマソング                                                             |                                               |
| よそゆき顔で                                           | 日本テレビ系ドラマ「恋をしましょう・ユーミンを聴きながら」挿入歌                                          | 時のないホテル                                |
| 5cmの向う岸                                            | TBS系ドラマ「ルージュの伝言」vol.23 主題歌                                                                | 時のないホテル                                |
| 水の影                                                 | NHK「探検ロマン世界遺産」エンディングテーマ                                                               | 時のないホテル                                |
| 星のルージュリアン                                     | ポーラ化粧品「ミルティーラ」CMソング                                                                      | SEASONS COLOURS -秋冬撰曲集-                  |
| まぶしい草野球                                         | 不二家「ソフトエクレア」CMソング                                                                          | SURF&SNOW                                     |
| まぶしい草野球                                         | ハウス食品「プライムカレー」CMソング                                                                      | SURF&SNOW                                     |
| 恋人がサンタクロース                                   | 映画「私をスキーに連れてって」挿入歌                                                                      | SURF&SNOW                                     |
| 恋人がサンタクロース                                   | バンダイナムコゲームスWii用ソフト「ファミリースキー」BGM                                                  | SURF&SNOW                                     |
| 恋人がサンタクロース                                   | ユニバーサルミュージック「ぼくらの冬曲キャンペーン」CMソング                                              | SURF&SNOW                                     |
| サーフ天国、スキー天国                                 | コクド「苗場プリンスホテル」CMソング                                                                      | SURF&SNOW                                     |
| サーフ天国、スキー天国                                 | 映画「私をスキーに連れてって」主題歌                                                                      | SURF&SNOW                                     |
| サーフ天国、スキー天国                                 | バンダイナムコゲームスWii用ソフト「ファミリースキー」BGM                                                  | SURF&SNOW                                     |
| HONG KONG NIGHT SIGHT                                  | 香港政府観光局 CMソング                                                                                   | 水の中のASIAへ                                |
| 守ってあげたい                                         | 映画「ねらわれた学園」主題歌                                                                              | 昨晩お会いしましょう                          |
| 守ってあげたい                                         | ミノルタ「α-sweet」CMソング                                                                               | 昨晩お会いしましょう                          |
| 守ってあげたい                                         | 三菱自動車「新型ミニカトッポBJ」CMソング                                                                  | 昨晩お会いしましょう                          |
| 守ってあげたい                                         | MoMAニューヨーク近代美術館名作展イメージ・ソング                                                          | 昨晩お会いしましょう                          |
| 守ってあげたい                                         | テレビ朝日系ドラマ「めぞん一刻」主題歌                                                                    | 昨晩お会いしましょう                          |
| 守ってあげたい                                         | アマゾンジャパン「Amazon Music HD」CMソング                                                               | 昨晩お会いしましょう                          |
| 守ってあげたい                                         | MIRARTHホールディングス「少年の描くMIRARIの街篇」CMソング                                                 | 昨晩お会いしましょう                          |
| 手のひらの東京タワー                                   | 角川書店「Chou Chou」CMソング                                                                             | 昨晩お会いしましょう                          |
| A HAPPY NEW YEAR                                       | 映画「私をスキーに連れてって」挿入歌                                                                      | 昨晩お会いしましょう                          |
| A HAPPY NEW YEAR                                       | Yuming Films vol.3「新年好!」                                                                             | 昨晩お会いしましょう                          |
| 真珠のピアス                                           | TBS系ドラマ「ルージュの伝言」vol.6 主題歌                                                                 | PEARL PIERCE                                  |
| DANG DANG                                              | 富士フイルム「ビデオテープスーパーHG Hi-Fi」CMソング                                                      | PEARL PIERCE                                  |
| DANG DANG                                              | 映画「キャンプで逢いましょう」挿入歌                                                                      | PEARL PIERCE                                  |
| ESPER                                                  | TBS系ドラマ「ルージュの伝言」vol.22 主題歌                                                                | REINCARNATION                                 |
| ずっとそばに                                           | 映画「Coo 遠い海から来たクー」主題歌                                                                      | REINCARNATION                                 |
| ガールフレンズ                                         | コクド「苗場プリンスホテル」CMソング                                                                      | VOYAGER                                       |
| ガールフレンズ                                         | テレビ朝日系ドラマ「危険な女ともだち」主題歌                                                              | VOYAGER                                       |
| ガールフレンズ                                         | TBS系ドラマ「ルージュの伝言」vol.1 主題歌                                                                 | VOYAGER                                       |
| 青い船で                                               | 映画「さよならジュピター」挿入歌                                                                          | VOYAGER                                       |
| 不思議な体験                                           | ニッカウヰスキー「マイルドニッカ」CMソング                                                                | VOYAGER                                       |
| 不思議な体験                                           | 「古代エジプト展」CMソング                                                                                | VOYAGER                                       |
| 不思議な体験                                           | サンリオピューロランド「森のメルヘン 愛は永遠に」テーマソング                                             | VOYAGER                                       |
| VOYAGER〜日付のない墓標                                | 映画「さよならジュピター」主題歌                                                                          | Neue Musik（ノイエ・ムジーク） ユーミン万歳！ |
| VOYAGER〜日付のない墓標                                | ニッカウヰスキー「マイルドニッカ」CMソング                                                                | Neue Musik（ノイエ・ムジーク） ユーミン万歳！ |
| VOYAGER〜日付のない墓標                                | 三菱自動車「ミラージュ」CMソング                                                                          | Neue Musik（ノイエ・ムジーク） ユーミン万歳！ |
| ノーサイド                                             | 富士フイルム「ビデオテープスーパーHG Hi-Fi」CMソング                                                      | NO SIDE                                       |
| ノーサイド                                             | TBS系ドラマ「ルージュの伝言」vol.20 主題歌                                                                | NO SIDE                                       |
| ノーサイド                                             | TBS系ドラマ「ユーミンドラマブックス」第三章 主題歌                                                        | NO SIDE                                       |
| ノーサイド                                             | TBS系ドラマ「ノーサイド・ゲーム 総集編」挿入歌                                                            | NO SIDE                                       |
| ノーサイド                                             | テレビ朝日系ドラマ「友情〜平尾誠二と山中伸弥「最後の一年」〜」主題歌                                      | NO SIDE                                       |
| DOWNTOWN BOY                                           | 富士フイルム「ビデオテープスーパーHG Hi-Fi」CMソング                                                      | NO SIDE                                       |
| DOWNTOWN BOY                                           | 三菱自動車「新型トッポBJ」CMソング                                                                        | NO SIDE                                       |
| DOWNTOWN BOY                                           | NEXCO東日本 東京外環自動車道（三郷南IC - 高谷JCT）開通 アニメーションムービー「GAIKAN CHIBA」テーマソング | NO SIDE                                       |
| BLIZZARD                                               | 映画「私をスキーに連れてって」挿入歌                                                                      | NO SIDE                                       |
| BLIZZARD                                               | 三菱自動車「RVキャンペーン」CMソング                                                                      | NO SIDE                                       |
| BLIZZARD                                               | バンダイナムコゲームスWii用ソフト「ファミリースキー」BGM                                                  | NO SIDE                                       |
| BLIZZARD                                               | JR東日本「JR SKISKI」CMソング                                                                             | NO SIDE                                       |
| BLIZZARD (Inst)                                        | コクド「苗場プリンスホテル」CMソング                                                                      | NO SIDE                                       |
| 一緒に暮らそう                                         | ハウス食品「プライムカレー」CMソング                                                                      | NO SIDE                                       |
| 〜ノーサイド・夏〜 空耳のホイッスル                    | 富士フイルム「ビデオテープスーパーHG Hi-Fi」CMソング                                                      | NO SIDE                                       |
| メトロポリスの片隅で                                   | 資生堂「フェアネス コスモアイカラー」CMソング                                                             | DA・DI・DA                                    |
| メトロポリスの片隅で                                   | TBS系ドラマ「意外とシングルガール」主題歌                                                                 | DA・DI・DA                                    |
| メトロポリスの片隅で                                   | TBS系ドラマ「ルージュの伝言」vol.12 主題歌                                                                | DA・DI・DA                                    |
| 月夜のロケット花火                                     | TBS系ドラマ「ルージュの伝言」vol.11 主題歌                                                                | DA・DI・DA                                    |
| シンデレラ・エクスプレス                               | TBS系「日立テレビシティ シンデレラ・エクスプレス-48時間の恋人たち-」テーマソング                          | DA・DI・DA                                    |
| シンデレラ・エクスプレス                               | TBS系東芝日曜劇場「週末物語 シンデレラ・エクスプレス」主題歌                                              | DA・DI・DA                                    |
| シンデレラ・エクスプレス                               | JR東海「東海道新幹線」CMソング                                                                            | DA・DI・DA                                    |
| 青春のリグレット                                       | 映画「キャンプで逢いましょう」挿入歌                                                                      | DA・DI・DA                                    |
| 青春のリグレット                                       | CBC「人・旅わくわく」テーマソング                                                                         | DA・DI・DA                                    |
| 青春のリグレット                                       | NHKドラマ「ユーミンストーリーズ」第1話 主題歌                                                             | DA・DI・DA                                    |
| 土曜日は大キライ                                       | フジテレビ系「オレたちひょうきん族」エンディングテーマ                                                    | ALARM à la mode                               |
| ホライズンを追いかけて〜L'aventure au dèsert           | テレビ朝日系ドラマ「痛快!婦警候補生やるっきゃないモン!」挿入歌                                            | ALARM à la mode                               |
| ダイアモンドダストが消えぬまに                         | 三菱自動車「新型ミラージュ」CMソング                                                                      | ダイアモンドダストが消えぬまに                |
| 思い出に間にあいたくて                                 | TBS系ドラマ「涙日記」主題歌                                                                               | ダイアモンドダストが消えぬまに                |
| SWEET DREAMS                                           | 三菱自動車「新型ミラージュ」CMソング                                                                      | ダイアモンドダストが消えぬまに                |
| SWEET DREAMS                                           | 映画「波の数だけ抱きしめて」挿入歌                                                                        | ダイアモンドダストが消えぬまに                |
| SWEET DREAMS                                           | TBS系ドラマ「ルージュの伝言」vol.21 主題歌                                                                | ダイアモンドダストが消えぬまに                |
| TUXEDO RAIN                                            | 第一生命「リード21」CMソング                                                                              | ダイアモンドダストが消えぬまに                |
| SATURDAY NIGHT ZOMBIES                                 | フジテレビ系「オレたちひょうきん族」エンディングテーマ                                                    | ダイアモンドダストが消えぬまに                |
| 霧雨で見えない                                         | 三菱自動車「新型ミラージュ」CMソング                                                                      | ダイアモンドダストが消えぬまに                |
| リフレインが叫んでる                                   | 三菱自動車「新型ミラージュ」CMソング                                                                      | Delight Slight Light KISS                     |
| リフレインが叫んでる                                   | TBS系ドラマ「東京ホテル物語」主題歌                                                                       | Delight Slight Light KISS                     |
| リフレインが叫んでる                                   | TBS系ドラマ「ルージュの伝言」vol.8 主題歌                                                                 | Delight Slight Light KISS                     |
| リフレインが叫んでる                                   | TBS系ドラマ「ユーミンドラマブックス」第二章 主題歌                                                        | Delight Slight Light KISS                     |
| リフレインが叫んでる                                   | Yuming Films vol.1「リフレインが叫んでる」                                                                | Delight Slight Light KISS                     |
| リフレインが叫んでる                                   | Apple Japan「Apple Music」5,000万曲の世界へ篇 CMソング                                                    | Delight Slight Light KISS                     |
| リフレインが叫んでる                                   | NHKドラマ「天使の耳〜交通警察の夜」挿入歌                                                                 | Delight Slight Light KISS                     |
| 恋はNo-return                                          | フジテレビ系「オレたちひょうきん族」エンディングテーマ                                                    | Delight Slight Light KISS                     |
| Valentine's RADIO                                      | 映画「波の数だけ抱きしめて」挿入歌                                                                        | LOVE WARS                                     |
| WANDERERS                                              | 三菱自動車「新型ミラージュ」CMソング                                                                      | LOVE WARS                                     |
| LOVE WARS                                              | TBS系ドラマ「ルージュの伝言」vol.4 主題歌                                                                 | LOVE WARS                                     |
| 心ほどいて                                             | 映画「波の数だけ抱きしめて」挿入歌                                                                        | LOVE WARS                                     |
| 届かないセレナーデ                                     | コクド「苗場プリンスホテル」CMソング                                                                      | LOVE WARS                                     |
| Good-bye Goes by                                       | TBS系ドラマ「雨よりも優しく」主題歌                                                                       | LOVE WARS                                     |
| ANNIVERSARY                                            | KDD CMソング                                                                                              | LOVE WARS                                     |
| ANNIVERSARY                                            | TBS系ドラマ「ルージュの伝言」vol.15 主題歌                                                                | LOVE WARS                                     |
| ANNIVERSARY (Inst)                                     | ロッテ「ガーナチョコレート」CMソング                                                                      | LOVE WARS                                     |
| Miss BROADCAST                                         | TBS系ドラマ「ルージュの伝言」vol.10 主題歌                                                                | 天国のドア                                    |
| 時はかげろう                                           | テレビ朝日系ドラマ「手塚治虫劇場」主題歌                                                                  | 天国のドア                                    |
| 満月のフォーチュン                                     | 三菱自動車「新型ミラージュ」CMソング                                                                      | 天国のドア                                    |
| Man In the Moon                                        | コクド「苗場プリンスホテル」CMソング                                                                      | 天国のドア                                    |
| 残暑                                                   | TBS系ドラマ「ルージュの伝言」vol.24 主題歌                                                                | 天国のドア                                    |
| 天国のドア                                             | TBS系ドラマ「ルージュの伝言」vol.2 主題歌                                                                 | 天国のドア                                    |
| SAVE OUR SHIP                                          | TBS宇宙プロジェクト「日本人初!宇宙へ」テーマソング                                                        | 天国のドア                                    |
| Happy Birthday to You〜ヴィーナスの誕生                | NHK「アルベールビルオリンピック」テーマソング                                                             | DAWN PURPLE                                   |
| 情熱に届かない〜Don't Let Me Go                        | キリン「キリンラガービール」CMソング                                                                      | DAWN PURPLE                                   |
| DAWN PURPLE                                            | キリン「キリンラガービール」CMソング                                                                      | DAWN PURPLE                                   |
| タイムリミット                                         | コクド「苗場プリンスホテル」CMソング                                                                      | DAWN PURPLE                                   |
| 愛のWAVE                                               | フジテレビ「愛のWAVE・ミュージックキャンペーン」テーマソング                                              |                                               |
| 無限の中の一度                                         | キリン「キリンラガービール」CMソング                                                                      | TEARS AND REASONS                             |
| ミラクル                                               | コクド「苗場プリンスホテル」CMソング                                                                      | TEARS AND REASONS                             |
| 冬の終り                                               | フジテレビ系ドラマ「その時、ハートは盗まれた」主題歌                                                      | TEARS AND REASONS                             |
| 冬の終り                                               | NHKドラマ「ユーミンストーリーズ」第2話 主題歌                                                             | TEARS AND REASONS                             |
| So high                                                | フジテレビ系ドラマ「その時、ハートは盗まれた」挿入歌                                                      | TEARS AND REASONS                             |
| Carry on                                               | NHK総合「サンデースポーツ」「サタデースポーツ」エンディングテーマ                                         | TEARS AND REASONS                             |
| 紅雀〜暁のシュプール〜                                 | アルペンスキー世界選手権盛岡雫石大会テーマソング                                                          |                                               |
| 風のスケッチ                                           | 東京都「TAMAライフ21」テーマソング                                                                        |                                               |
| 真夏の夜の夢                                           | TBS系ドラマ「誰にも言えない」主題歌                                                                       | U-miz                                         |
| 11月のエイプリルフール                                 | フジテレビ系「ビートたけしのつくり方」エンディングテーマ                                                  | U-miz                                         |
| 二人のパイレーツ                                       | キリン「キリンラガービール」CMソング                                                                      | U-miz                                         |
| 砂の惑星                                               | TBS系ドラマ「私の運命」主題歌                                                                             | THE DANCING SUN                               |
| Good-bye friend                                        | フジテレビ系ドラマ「君といた夏」挿入歌                                                                    | THE DANCING SUN                               |
| GET AWAY                                               | キリン「キリンラガービール」CMソング                                                                      | THE DANCING SUN                               |
| Hello, my friend                                       | フジテレビ系ドラマ「君といた夏」主題歌                                                                    | THE DANCING SUN                               |
| Hello, my friend                                       | 映画「振り子」挿入歌                                                                                      | THE DANCING SUN                               |
| Oh Juliet                                              | コクド「苗場プリンスホテル」CMソング                                                                      | THE DANCING SUN                               |
| 春よ、来い                                             | NHK連続テレビ小説「春よ、来い」主題歌                                                                     | THE DANCING SUN                               |
| 春よ、来い                                             | ハウステンボス「チューリップ祭」CMソング                                                                  | THE DANCING SUN                               |
| 春よ、来い                                             | 読売新聞「メガ文字キャンペーン」CMソング                                                                  | THE DANCING SUN                               |
| 春よ、来い                                             | サントリー「BOSSレインボーマウンテンブレンド 駅員編」CMソング                                             | THE DANCING SUN                               |
| 春よ、来い                                             | ANA「夢見るヒコーキ 故郷篇」CMソング                                                                      | THE DANCING SUN                               |
| 春よ、来い                                             | サントリー「伊右衛門 春の歌編」CMソング                                                                   | THE DANCING SUN                               |
| 春よ、来い                                             | NHKドラマ「ユーミンストーリーズ」第3話 主題歌                                                             | THE DANCING SUN                               |
| KATHMANDU                                              | キリン「キリンラガービールウィンタークラブ」CMソング                                                      | KATHMANDU                                     |
| 命の花                                                 | TBS系ドラマ「私の運命」主題歌                                                                             | KATHMANDU                                     |
| 輪舞曲                                                 | 日本テレビ系水曜ドラマ「たたかうお嫁さま」主題歌                                                          | KATHMANDU                                     |
| Broken Barricade                                       | コクド「苗場プリンスホテル」CMソング                                                                      | KATHMANDU                                     |
| Midnight Scarecrow                                     | 映画「キャンプで逢いましょう」主題歌                                                                      | KATHMANDU                                     |
| Weaver of Love〜ORIHIME                                | 映画「PiPi とべないホタル」主題歌                                                                         | KATHMANDU                                     |
| Cowgirl Blues                                          | 三菱自動車「RVキャンペーン」CMソング                                                                      | Cowgirl Dreamin'                              |
| 告白                                                   | 日本テレビ系ShinD「告白」主題歌                                                                           | Cowgirl Dreamin'                              |
| Moonlight Legend                                       | キリン「キリンラガービール」CMソング                                                                      | Cowgirl Dreamin'                              |
| 別れのビギン                                           | コクド「苗場プリンスホテル」CMソング                                                                      | Cowgirl Dreamin'                              |
| 最後の嘘                                               | TBS系ドラマ「ひとり暮らし」主題歌                                                                         | Cowgirl Dreamin'                              |
| まちぶせ                                               | 日本テレビ系「TVおじゃマンボウ」エンディングテーマ                                                        | Cowgirl Dreamin'                              |
| Over The Rainbow                                       | キリン「キリンラガービール」CMソング                                                                      |                                               |
| Everybody Loves Somebody                               | キリン「キリンラガービール」CMソング                                                                      |                                               |
| Sunny day Holiday                                      | フジテレビ系ドラマ「成田離婚」主題歌                                                                      | スユアの波                                    |
| 夢の中で〜We are not alone, forever                    | 映画「時をかける少女 (1997年)」オープニングテーマ                                                         | スユアの波                                    |
| パーティーへ行こう                                     | コクド「苗場プリンスホテル」CMソング                                                                      | スユアの波                                    |
| 時のカンツォーネ                                       | 映画「時をかける少女 (1997年)」エンディングテーマ                                                         | スユアの波                                    |
| groove in retro                                        | コクド「苗場プリンスホテル」CMソング                                                                      | Neue Musik（ノイエ・ムジーク）                |
| Raga#3                                                 | 東芝「DVDプレイヤー」CMソング                                                                             | FROZEN ROSES                                  |
| Spinning Wheel                                         | フジテレビ系「めざましテレビ」テーマソング                                                                | FROZEN ROSES                                  |
| Summer Junction                                        | 三菱自動車「軽自動車キャンペーン」CMソング                                                                | acacia （アケイシャ）                         |
| acacia [アカシア]                                      | 北陸鉄道浅野川線 内灘駅到着車内メロディー                                                                 | acacia （アケイシャ）                         |
| TWINS                                                  | NHK教育海外少年少女ドラマ「アニマルレスキューキッズ」主題歌                                               | acacia （アケイシャ）                         |
| 幸せになるために                                       | TBS系「ウンナンのホントコ! 未来日記VIII」テーマソング                                                     | acacia （アケイシャ）                         |
| 7 TRUTHS 7 LIES〜ヴァージンロードの彼方で              | フジテレビ系ドラマ「ムコ殿」主題歌                                                                        | acacia （アケイシャ）                         |
| PARTNERSHIP                                            | 日本テレビ系「シドニーオリンピック」テーマソング                                                          | acacia （アケイシャ）                         |
| ドラゴンドラのテーマ（CMオリジナル曲）                 | コクド「苗場プリンスホテル」CMソング                                                                      |                                               |
| Northern Lights                                        | テレビ朝日系「ユーミンの遥かなる音と魂の旅」テーマソング                                                  | Wings of Winter, Shades of Summer             |
| ただわけもなく                                         | アサヒ飲料「夏旨茶」CMソング                                                                              | Wings of Winter, Shades of Summer             |
| ただわけもなく                                         | 明治「THE GREEK YOGURT」CMソング                                                                          | Wings of Winter, Shades of Summer             |
| 雪月花                                                 | NHK「NHK50年・あの人に会いたい」テーマソング                                                              | Wings of Winter, Shades of Summer             |
| Painting the sea                                       | 日本ミルクコミュニティ「メグミルク」CMソング                                                              | Wings of Winter, Shades of Summer             |
| Over The Rainbow                                       | 三菱自動車「COLT」CMソング                                                                                |                                               |
| やさしさに包まれたなら (Yumi Matsutoya with Yumi Arai) | 日本ミルクコミュニティ「メグミルク」CMソング                                                              | Yuming Compositions : FACES                   |
| やさしさに包まれたなら (Yumi Matsutoya with Yumi Arai) | NHK「⇒2020 レスリー・キーがつなぐポートレートメッセージ」 企画応援テーマソング                            | Yuming Compositions : FACES                   |
| 太陽の逃亡者                                           | JR北海道「冬のキャンペーン」CMソング                                                                      | VIVA! 6×7                                     |
| Choco-language                                         | 不二家「LOOK」CMソング                                                                                    | VIVA! 6×7                                     |
| 水槽のJerryfish                                        | コクド「苗場プリンスホテル」CMソング (一部歌詞CMオリジナル)                                               | VIVA! 6×7                                     |
| 灯りをさがして                                         | 日本テレビ系「あの日にかえりたい〜東京キャンティ物語〜」 イメージソング                                   | VIVA! 6×7                                     |
| 永遠が見える日                                         | 映画「天国の本屋〜恋火」主題歌                                                                            | VIVA! 6×7                                     |
| Invisible Strings                                      | 不二家「カントリーマアム」CMソング                                                                        | VIVA! 6×7                                     |
| STILL CRAZY for YOU                                    | フジテレビ系「ウチくる!?」エンディングテーマ                                                              |                                               |
| あなたに届くように                                     | NHK「探検ロマン世界遺産」オープニングテーマ                                                               | A GIRL IN SUMMER                              |
| 虹の下のどしゃ降りで                                   | au by KDDI「モバイルSuicaキャンペーン」CMソング                                                           | A GIRL IN SUMMER                              |
| 虹の下のどしゃ降りで                                   | JR東日本「モバイルSuicaキャンペーン」CMソング                                                             | A GIRL IN SUMMER                              |
| Forgiveness                                            | ハウス食品「北海道シチュー」「北海道チャウダー」CMソング                                                  | A GIRL IN SUMMER                              |
| ついてゆくわ                                           | TBS系ドラマ「夢で逢いましょう」主題歌                                                                     | A GIRL IN SUMMER                              |
| 時空のダンス                                           | 三菱自動車「未来形スモール i」CMソング                                                                    | A GIRL IN SUMMER                              |
| あの日にかえりたい (CM Version)                        | キリン「キリンクラシックラガー」CMソング                                                                  | SEASONS COLOURS -秋冬撰曲集-                  |
| 卒業写真 (CM Version)                                  | キリン「キリンクラシックラガー」CMソング                                                                  |                                               |
| Color of the Moon                                      | Bunkamura/日本テレビ「プリンセスの輝き ティアラ展」イメージソング                                         |                                               |
| 記念日                                                 | テレビ東京系「PVTV」エンディングテーマ                                                                    |                                               |
| 記念日                                                 | テレビ東京系「やりすぎコージー」エンディングテーマ                                                        |                                               |
| 記念日                                                 | 朝日放送「ミューパラ特区」エンディングテーマ                                                              |                                               |
| まずはどこへ行こう                                     | 「ゆうばり国際ファンタスティック映画祭2009」応援イメージソング                                            | そしてもう一度夢見るだろう                    |
| Flying Messenger                                       | NHK「探検ロマン世界遺産」オープニングテーマ                                                               | そしてもう一度夢見るだろう                    |
| 夜空でつながっている                                   | ハウス食品「プライムカレー」CMソング                                                                      | そしてもう一度夢見るだろう                    |
| 人魚姫の夢                                             | 映画「女帝（エンペラー）」イメージソング                                                                  | そしてもう一度夢見るだろう                    |
| 人魚姫の夢                                             | WOWOWドラマ「ママは昔パパだった」主題歌                                                                   | そしてもう一度夢見るだろう                    |
| シャツを洗えば                                         | GAP 40th ANNIVERSARY キャンペーンソング                                                                   |                                               |
| シャツを洗えば                                         | 大鵬薬品工業「チオビタドリンク」CMソング                                                                  |                                               |
| Mysterious Flower                                      | ニンテンドー3DS用ソフト「レイトン教授と奇跡の仮面」エンディングテーマ                                     | Road Show                                     |
| I Love You                                             | WWD JAPAN Presents カルティエ「Her Bridal Story」イメージソング                                           | Road Show                                     |
| 今すぐレイチェル                                       | ABCマート ホーキンス「ビューティーウォーク」 CMソング                                                     | Road Show                                     |
| GIRL a go go                                           | コーセー「グランデーヌ ルクサージュ」CMソング                                                             | Road Show                                     |
| バトンリレー                                           | 第一生命グループソング                                                                                    | Road Show                                     |
| ダンスのように抱き寄せたい                             | 映画「RAILWAYS 49歳で電車の運転士になった男の物語」主題歌                                                 | Road Show                                     |
| （みんなの）春よ、来い                                 | NHK「NHK歳末たすけあい・NHK海外たすけあい」イメージソング                                                 |                                               |
| （みんなの）春よ、来い                                 | JT「岩手県大槌町の柏崎さんの物語」 「陸前高田市の佐藤さんの物語」CMソング                                 |                                               |
| 恋をリリース                                           | フジテレビ系昼ドラ「鈴子の恋」主題歌                                                                      |                                               |
| 愛と遠い日の未来へ                                     | 映画「虹色ほたる 〜永遠の夏休み〜」主題歌                                                                 | POP CLASSICO                                  |
| 今だけを きみだけを                                    | 日本テレビ系ドラマ「ダンダリン 労働基準監督官」主題歌                                                     | POP CLASSICO                                  |
| Hey girl! 近くても                                     | 東京メトロ「Color your days」CMソング                                                                     | POP CLASSICO                                  |
| Early Springtime                                       | NHK ドラマ10「いつか陽のあたる場所で」主題歌                                                              | POP CLASSICO                                  |
| 夜明けの雲                                             | 映画「RAILWAYS 愛を伝えられない大人たちへ」主題歌                                                         | POP CLASSICO                                  |
| MODELE                                                 | NHK Eテレ「ユーミンのSUPER WOMAN」テーマソング                                                            | POP CLASSICO                                  |
| 忘れられぬミュージック                                 | ニッポン放送開局60周年記念テーマソング                                                                    |                                               |
| 残火                                                   | 映画「真田十勇士」主題歌                                                                                  | 宇宙図書館                                    |
| AVALON                                                 | JRAブランド広告「a beautiful race」CMソング                                                               | 宇宙図書館                                    |
| あなたに会う旅                                         | ハウス食品「北海道シチュー」CMソング                                                                      | 宇宙図書館                                    |
| 月までひとっ飛び                                       | 三菱UFJニコス「MUFGカード スマート」CMソング                                                              | 宇宙図書館                                    |
| Smile for me                                           | フジテレビ系ドラマ「Chef〜三ツ星の給食〜」主題歌                                                          | 宇宙図書館                                    |
| 私の心の中の地図                                       | 大和ハウス工業「故郷2016篇」CMソング                                                                      | 宇宙図書館                                    |
| 君と（僕の）BIRTHDAY                                   | ネイチャーラボ「ダイアンボタニカル」CMソング                                                              | 宇宙図書館                                    |
| 気づかず過ぎた初恋                                     | 映画「リトルプリンス 星の王子さまと私」吹替版主題歌                                                       | 宇宙図書館                                    |
| 気づかず過ぎた初恋                                     | フジテレビ系「ウチくる!?」エンディングテーマ                                                              | 宇宙図書館                                    |
| 気づかず過ぎた初恋                                     | サダマツ「Wish upon a star」CMソング                                                                      | 宇宙図書館                                    |
| （南の）恋人がサンタクロース                           | ファミリーマート「クリスマスキャンペーン」CMソング                                                        |                                               |
| ノートルダム                                           | 舞台「ドクター・ブルー〜いのちの距離〜」主題歌                                                            | 深海の街                                      |
| 雪の道しるべ                                           | ハウス食品「北海道シチュー」CMソング                                                                      | 深海の街                                      |
| 知らないどうし                                         | TBS系ドラマ「恋する母たち」主題歌                                                                         | 深海の街                                      |
| あなたと 私と                                          | DMMゲームズ「刀剣乱舞-ONLINE-」主題歌                                                                     | 深海の街                                      |
| Good! Morning                                          | テレビ朝日系「グッド!モーニング」テーマソング                                                             | 深海の街                                      |
| 深海の街                                               | テレビ東京系「ワールドビジネスサテライト」エンディングテーマ                                              | 深海の街                                      |
| きみのためにSuperman                                   | フジテレビ系「出川と爆問田中と岡村のスモール3」テーマソング                                               |                                               |
| Call me back                                           | タカラレーベン50周年記念CMソング                                                                          | ユーミン万歳！                                |
| Let It Rain                                            | ハウス食品「北海道シチュー」CMソング                                                                      | Wormhole / Yumi AraI                          |
| LET'S GET IT STARTED！                                 | ニッポン放送開局70周年記念テーマソング                                                                    | Wormhole / Yumi AraI                          |
| 小鳥曜日                                               | 「荒川ナッシュ医 ペインティングス・アー・ポップスターズ展」インスタレーション                             | Wormhole / Yumi AraI                          |
| 岩礁のきらめき                                         | テレビ朝日系ドラマ「魔物」OST                                                                             | Wormhole / Yumi AraI                          |
| 文通                                                   | BOSE60周年記念ソング                                                                                      | Wormhole / Yumi AraI                          |

## アーティストへの提供曲

### 荒井由実
| アーティスト                  | 作詞作曲 | タイトル（タイアップ） |
| ----------------------------- | -------- | --- |
| アグネス・チャン              | 作詞作曲 | 『白いくつ下は似合わない』『愛を告げて』 |
| アンデルセン                  | 作曲     | 『サーフパーティー』 |
| 石川セリ                      | 作詞作曲 | 『朝焼けが消える前に ♪』『霧の桟橋』 |
| 石川セリ                      | 作曲     | 『ひとり芝居 ♪』 |
| 太田裕美                      | 作詞作曲 | 『青い傘』 |
| 太田裕美                      | 作曲     | 『袋小路』（映画「DRIVE」挿入歌）『ひぐらし』 |
| 岡崎友紀                      | 作詞作曲 | 『グッドラック・アンド・グッドバイ』『ハートを食べて』 |
| 加橋かつみ                    | 作曲     | 『愛は突然に』 |
| かん せつかず                 | 作詞作曲 | 『一人芝居』 |
| かん せつかず                 | 作詞     | 『一人ぼっちの音楽会』『遠くへ』 |
| 郷ひろみ                      | 作詞     | 『午后のイメージ』『20才を過ぎたら』『恋のハイウエイ』『宇宙のかなたへ』『君のおやじ』『雨にひとり』 『ウィスキー・ボンボン』『ライトグリーンの休日』『青ひげの男』『誰もこない世界へ』 『ガラス張りのエレベーター』 |
| 沢田研二                      | 作詞     | 『ウィンクでさよなら』『薔薇の真心』 |
| 田中健                        | 作詞作曲 | 『透きとおった夜明け ♪』 |
| ティン・パン・アレー          | 作詞     | 『月にてらされて ♪』 |
| デビッド&ミッシェル           | 作詞作曲 | 『いま何時?』（TBS系「世界の子供たち」テーマソング） |
| 長崎県立奈留高等学校          | 作詞作曲 | 『瞳を閉じて』 |
| パイシス                      | 作詞作曲 | 『恋人と来ないで』 |
| ハイ・ファイ・セット          | 作詞作曲 | 『卒業写真』（映画「Watch with Me 〜卒業写真〜」主題歌） 『朝陽の中で微笑んで』（映画「凍河」主題歌） 『荒涼』『フェアウェル・パーティー』                                                                           |
| ハイ・ファイ・セット          | 作詞     | 『十円木馬』『スカイレストラン』『土曜の夜は羽田に来るの』『星降る真夜中』『ジュ・マンニュイ』 『星のストレンジャー』『真夜中の面影』『グランド・キャニオン』 『幸せになるため』（日本テレビ系「たんぽぽ」主題歌）   |
| BUZZ                          | 作詞     | 『夏の空 ♪』『回転（まわり）舞台 ♪』 |
| 長谷川きよし                  | 作詞     | 『ダンサー ♪』『愛は夜空へ』『美しい日々 ♪』 |
| バンバン                      | 作詞作曲 | 『『いちご白書』をもう一度 ♪』『冷たい雨』『霧雨の朝突然に…』 |
| ビッグ・マンモス              | 作詞     | 『あの子の心はボクのもの』（フジテレビ系「ママとあそぼう!ピンポンパン」挿入歌） |
| 平山三紀                      | 作詞     | 『やさしい都会』『あなたの来る店』 |
| ポニーテール                  | 作詞作曲 | 『二人は片想い』 |
| 松島トモ子                    | 作詞作曲 | 『過ぎたことだから』 |
| 三木聖子                      | 作詞作曲 | 『まちぶせ』（映画「海を感じる時」挿入歌） |
| 三木聖子                      | 作詞     | 『恋のスタジアム』 |
| 南沙織                        | 作詞     | 『青春に恥じないように』 |
| 吉田美奈子                    | 作詞     | 『パラダイスへ』 |
| 山本コウタロー&ウィークエンド | 作詞     | 『最後のバカンス』 |

### 呉田軽穂
| アーティスト           | 作詞作曲 | タイトル（タイアップ） |
| ---------------------- | -------- | --- |
| 綾瀬はるか             | 作曲     | 『マーガレット』 |
| いしだあゆみ           | 作詞     | 『波になって』『砂時計』『孤独な旅人』『BLIZZARD』 |
| 伊藤敏博               | 作曲     | 『秋終記 ♪』 |
| 岩崎宏美               | 作詞     | 『時の女神 ♪』 |
| 岩沢幸矢               | 作詞     | 『夜空にあなたの名を呼べば ♪』 |
| 絵夢                   | 作詞     | 『私が悪い』 |
| 財津和夫 with 原みどり | 作詞作曲 | 『償いの日々』 |
| 榊原郁恵               | 作曲     | 『イエ!イエ!お嬢さん』 |
| 讃岐ゆう子             | 作詞     | 『夕映えの帰り道 ♪』『同じ海の前で ♪』 |
| 白石まるみ             | 作詞作曲 | 『恋人がいても ♪』 |
| 白石まるみ             | 作詞     | 『オリオン座のむこう ♪』『6月のまばたき ♪』 |
| 須藤薫                 | 作詞     | 『THE BLACK HOLE』（映画「THE BLACK HOLE」イメージソング） 『セカンド・ラヴ』『さよならはエスカレーターで』 |
| 田中星児               | 作詞作曲 | 『心のとびら』（TBS系「8時の空」テーマソング） |
| 田中星児               | 作曲     | 『だからボヘミアン』 |
| 田原俊彦               | 作曲     | 『銀河の神話 ♪2014Ver.』 |
| チーボー               | 作詞     | 『眠れる町の美女』 |
| 刀根麻理子             | 作曲     | 『カレンダー』 |
| 中村雅俊               | 作詞作曲 | 『日時計 ♪』（日本テレビ系「ゆうひが丘の総理大臣」挿入歌） 『三つ数えろよ ♪』（ダイドードリンコ「ジョニアンコーヒー」CMソング） |
| 藤真利子               | 作詞     | 『シナリオ ♪』『ピアノ・フォルテ ♪』 |
| ブレッド&バター        | 作詞作曲 | 『あの頃のまま ♪2005Ver.』（ミュージカル「あの頃のまま」主題歌） |
| ブレッド&バター        | 作詞     | 『タバコロード20』『ゆううつ』『HOTEL PACIFIC ♪2005Ver.』『SHONAN GIRL ♪2005Ver.』 『ぬけがらのシャツ』『冬のハイビスカス』（ケンウッド「カーコンポーネント」CMソング） |
| ブレッド&バター        | 日本語詞 | 『特別な気持ちで (I Just Called To Say I Love You) ♪』 |
| 松田聖子               | 作曲     | 『赤いスイートピー』（三菱電機「オーブンレンジ」CMソング、富士フイルム「アスタリフト」CMソング 映画「麦子さんと」挿入歌）『渚のバルコニー』（富士フイルム「アスタリフト」CMソング） 『制服』『レモネードの夏』『小麦色のマーメイド』『マドラス・チェックの恋人』『秘密の花園』 『瞳はダイアモンド 2021Ver.』（サントリー「BOSS SILKY BLACK」CMソング） 『蒼いフォトグラフ』（TBS系ドラマ「青が散る」主題歌） 『Rock'n Rouge』（カネボウ化粧品「春のキャンペーン」CMソング） 『ボン・ボヤージュ』『時間の国のアリス ♪2021Ver.』『惑星になりたい ♪』 『永遠のもっと果てまで』（映画「PAN ネバーランド、夢のはじまり」吹替版主題歌、JR東日本「BRT」CMソング フジテレビ系「ウチくる!?」エンディングテーマ） |
| 松田聖子               | 日本語詞 | 『Stardust ♪』 |
| 松本明子               | 作曲     | 『soon』（日本テレビ系「サービス」主題歌、日本テレビ系「ロンブー荘 青春記」エンディングテーマ） |
| 松本典子               | 作曲     | 『さよならと言われて』（SONY「Wキッド」CMソング） |
| 観月ありさ             | 作詞作曲 | 『今年いちばん風の強い午後 ♪ 1994RemixVer.』（キリン「シャッセ」CMソング） |
| 観月ありさ             | 作曲     | 『君が好きだから ♪ 1994RemixVer.』（フジテレビ系ドラマ「じゃじゃ馬ならし」主題歌） |
| 堀江マミ               | 作詞     | 『CAMOUFLAGE』 |
| 堀川まゆみ             | 作詞     | 『もうすぐSteady』 |
| マナ                   | 作詞     | 『さよならのポラロイド』 |
| 水越けいこ             | 作詞作曲 | 『心のとびら』（TBS系「8時の空」テーマソング） |
| 宮本典子               | 作詞     | 『エピローグ ♪』『朝焼けの告白 ♪』 |
| 森下恵理               | 作曲     | 『トワイライト ♪』『恋の祈り』 |
| 薬師丸ひろ子           | 作詞作曲 | 『Come Back To Me〜永遠の横顔 ♪』 |
| 薬師丸ひろ子           | 作曲     | 『Woman "Wの悲劇"より ♪』（映画「Wの悲劇」主題歌、資生堂「ポーセリア」CMソング） 『冬のバラ ♪』 |
| 山下久美子             | 作詞     | 『ワンダフルcha-cha ♪』（トヨタ自動車「ターセル/コルサ」CMソング） |
| 山瀬まみ               | 作曲     | 『メロンのためいき ♪』『今夜はフェアリーテール ♪』 |
| 吉川忠英               | 作詞     | 『ミュージシャン』『コントラスト』 |

### 松任谷由実
| アーティスト                     | 作詞作曲 | タイトル（タイアップ） |
| -------------------------------- | -------- | --- |
| A.S.A.P.                         | 作詞作曲 | 『Teardrops In The Rain』 |
| 芦田愛菜                         | 作詞作曲 | 『雨に願いを ♪』（フジテレビ系ドラマ「ビューティフルレイン」主題歌） |
| アン・ルイス                     | 作詞作曲 | 『甘い予感』 |
| 五十嵐夕紀                       | 作詞     | 『6年たったら』『丘の上の十番地』 |
| 石川県                           | 作曲     | 『ひゃくまんさん小唄 ♪』（石川県観光誘客動画「いしかわ百万石物語」挿入歌） |
| 石川セリ                         | 作詞作曲 | 『手のひらの東京タワー』『川景色』 『はなびら ♪』（NHK Hi-Vision「山下清の見た東海道五十三次〜童心スケッチ〜」テーマソング）                                                                                        |
| 稲垣潤一                         | 作詞作曲 | 『オーシャン・ブルー ♪』 |
| 梅垣達志                         | 作詞     | 『男のロマン』『バルーン』『席はあるかい』 |
| April                            | 作詞作曲 | 『Finally』 |
| 絵夢                             | 作詞     | 『くもりガラス』（TBS系ドラマ「検事霧島三郎」主題歌） |
| エリック・ムー                   | 作詞     | 『それがきみの願いなら』（日本テレビ系「Music Park」エンディングテーマ） |
| オルケスタ・デ・ラ・ルス         | 作詞作曲 | 『太陽と黒いバラ〜Soy Una Rosa』 |
| 加橋かつみ                       | 作詞     | 『12時の讃歌』（映画「渚の白い家」主題歌） |
| Coming Century                   | 作詞作曲 | 『恋のシグナル』（森永製菓「小枝」CMソング） |
| カルロス・トシキ&オメガトライブ  | 作詞作曲 | 『時はかげろう ♪』 |
| 川崎龍介                         | 作詞作曲 | 『サマー・ブリーズ ♪』 |
| 川崎龍介                         | 作詞     | 『愛は星座をめぐるように ♪』 |
| 河島信之&エアーズ                | 作曲     | 『OH!ガール』（サントリー「ポップ」CMソング） |
| 木村佳乃                         | 作詞     | 『Lullaby For Grandmother〜黄色いバラをあなたへ ♪AlbumVer. ♪M Ver.』（フジテレビ系「めざましテレビ」テーマソング） 『Like a Dolphine ♪』『Golden Town ♪』                                                           |
| キム・ユナ                       | 作曲     | 『春の日は過ぎゆく ♪』（映画「春の日は過ぎゆく」主題歌） |
| 桐ヶ谷仁                         | 作詞     | 『暮れ色の媚薬』『誰よりも』 『DEPARTURE』 |
| クー・レデスマ                   | 作曲     | 『夏物語 (ONE DAY SOON)』（サントリー「CANジンフィズ」CMソング） |
| 桑田佳祐 & His Friends           | 作詞     | 『Kissin' Christmas (クリスマスだからじゃない)』 （日本テレビ系「メリー・クリスマス・ショー」テーマソング） |
| くるり                           | 作詞     | 『FIRE ♪』 |
| 皇室                             | 作曲     | 『御歌』 |
| 小林麻美                         | 作詞作曲 | 『恋なんてかんたん』『幻の魚たち』『EROTIQUE』『移りゆく心』 『夜の響きを聞いている』『昼の三日月』『ルームサービス』『遠くからHAPPY BIRTHDAY』『GREY』 『I MISS YOU』（スズキ「アルト レジーナ」CMソング）         |
| 小林麻美                         | 作詞     | 『哀しみのスパイ』『TRANSIT』『Sugar Shuffle』『飯倉グラフィティー』 |
| 小林麻美                         | 日本語詞 | 『雨音はショパンの調べ』『月影のパラノイア』『シフォンの囁き』『愛のプロフェッサー』 |
| 小林麻美                         | 作曲     | 『金色のライオン』『水晶の朝』 |
| 西城秀樹                         | 作詞作曲 | 『2Rから始めよう』 |
| 斎藤ノブ                         | 作詞作曲 | 『IN THE DARKNESS』 |
| 榊原郁恵&久本雅美                | 作曲     | 『歩いて帰ろう』（ミュージカル「サザエさん」主題歌） |
| 坂本真綾                         | 作曲     | 『おかえりなさい ♪』（テレビアニメ「たまゆら 〜hitotose〜」オープニングテーマ） |
| ザ・スクエア                     | 作曲     | 『黄昏で見えない』 |
| 沢田研二                         | 作詞作曲 | 『静かなまぼろし』 |
| Sunday                           | 作詞     | 『リラの片想い』（ロッテ「DELITZ」CMソング、日本テレビ系「三宅裕司のドシロウト」エンディングテーマ） |
| 霜和夫                           | 作詞作曲 | 『逢いたい気持』（そごう東京店開店20周年記念CMソング） |
| シモンズ                         | 作詞作曲 | 『水の影』（TBS系ドラマ「幸福の断章」主題歌） |
| JUJU                             | 作詞作曲 | 『鍵穴』 |
| 朱里エイコ                       | 作詞     | 『めぐり逢い ♪』 |
| 白鳥英美子                       | 作曲     | 『Song for Your Energies』（東京電力CIイメージソング） |
| 涼風真世                         | 作曲     | 『ミッドサマー・イブ ♪2016Ver.』（宝塚歌劇「PUCK」挿入歌） |
| 鈴木雅之                         | 作詞作曲 | 『Melancholia ♪』（フジテレビ系ドラマ「火の粉」主題歌） |
| 立科町立たてしな保育園           | 作詞作曲 | 『たてしな保育園のうた』 |
| Char                             | 作詞作曲 | 『Night Flight ♪』 |
| 鳥山雄司                         | 作曲     | 『Seven Miles Bridge』 |
| 大地真央                         | 作詞作曲 | 『失恋』 |
| ディック・リー                   | 日本語詞 | 『I couldn't ask ever more』 |
| 手嶌葵                           | 作詞作曲 | 『散りてなお ♪』（映画「みをつくし料理帖」主題歌） |
| 手塚さとみ                       | 作曲     | 『ボビーに片想い』『Killer Angel』 |
| 東京JAP                          | 作詞     | 『ASIAN NIGHT』 |
| ナンシー・ウィルソン             | 作曲     | 『I BELIEVE IN YOU〜君に捧げる心の歌〜』（日立「インターフェイス」CMソング） |
| 西日本旅客鉄道                   | 作曲     | 『みやびがや』（加賀温泉駅新幹線発車メロディ）『陸の翼』（小松駅新幹線発車メロディ） |
| NOKKO                            | 作曲     | 『ふふふ ♪』 |
| 萩尾みどり                       | 作詞作曲 | 『大連慕情』『ためらい』 |
| 元ちとせ                         | 作詞作曲 | 『ウルガの丘』 『春のかたみ ♪』（フジテレビ系テレビアニメ「怪 〜ayakashi〜」主題歌） |
| 原田知世                         | 作詞作曲 | 『時をかける少女 ♪1983SingleVer. ♪2007Ver. ♪2017Ver.』（映画「時をかける少女」主題歌、角川書店「ザテレビジョン」CMソング） 『ダンデライオン〜遅咲きのたんぽぽ ♪2017Ver.』（ミュージカル「あしながおじさん」主題歌） |
| パンダフルハウス                 | 作曲     | 『風ぐらし』 |
| ヒデとロザンナ                   | 作詞     | 『追想』（TBS系ドラマ「分水嶺」主題歌） 『心を許して』『あなたとともに』 |
| 一青窈                           | 作曲     | 『かたつむり ♪』 |
| 平原綾香                         | 日本語詞 | 『夢のあとに』 |
| 平原綾香&井上芳雄                | 日本語詞 | 『Your Song』（ミュージカル「ムーラン・ルージュ」挿入歌） |
| 廣重綾                           | 作曲     | 『You are you』（不二家「ミルキー」CMソング） |
| 藤真利子                         | 作詞作曲 | 『雪だより』『シーズンオフの心には』 |
| ブレッド&バター                  | 作詞作曲 | 『海岸へおいでよ』 |
| ブレッド&バター                  | 作詞     | 『STAY AS FRIENDS』 |
| 堀込泰行・ハナレグミ・畠山美由紀 | 作曲     | 『真冬物語 ♪』 |
| 堀川まゆみ                       | 作詞作曲 | 『熱帯性低気圧』『風の中の栗毛』 |
| 松任谷正隆                       | 作詞     | 『沈黙の時間 ♪』『煙草を消して ♪』『霜の降りた朝 ♪』『もう二度と ♪』『気づいたときは遅いもの ♪』『乗り遅れた男 ♪』 『HONG KONG NIGHT SIGHT ♪』『夜の旅人 ♪』                                                        |
| マナ                             | 作詞     | 『さよならのポラロイド』 |
| Mary Jane Alm & Pat Fredric      | 作曲     | 『WHAT'S A GIRL TO DO』（BSフジドラマ「JJママ」主題歌） |
| 南沙織                           | 作詞     | 『ミッドナイト・シンデレラ』 |
| 南佳孝                           | 作詞     | 『日付変更線』 |
| 宮崎美子                         | 作詞作曲 | 『夕闇をひとり ♪』 |
| ムッシュかまやつ                 | 作詞作曲 | 『BeBe〜きみはMYSTERY』 |
| 森山良子                         | 作詞作曲 | 『きのうに乾杯 ♪』 『どこへも行かないで ♪』（日本テレビ系ドラマ「大追跡」#17 挿入歌） |
| レイジー                         | 作詞     | 『カムフラージュ』『クイーンにふさわしい』 |
| 麗美                             | 作詞作曲 | 『ノーサイド』『青春のリグレット』『霧雨で見えない』『残暑』『恋の一時間は孤独の千年』 『Time Travelers』『パンジーとトパーズのネックレス』『ひとちがい』『愛にDESPERATE』 『何もいらないから』『ポニーテール』     |
| 麗美                             | 作詞     | 『星のクライマー』 |
| 麗美                             | 作曲     | 『花びらの舞う坂道』『こごえる心』『どんなふうに』『時にめぐりあい』『だって』 |

## アーティストによるカバー
タイアップのあった曲のみ
| アーティスト                                  | 作詞作曲 | タイトル（タイアップ）                                                                     |
| --------------------------------------------- | -------- | ------------------------------------------------------------------------------------------ |
| A.S.A.P.                                      | 作詞作曲 | 『卒業写真』『ノーサイド』（TOSHIBA「Here with you」CMソング）                             |
| いきものがかり                                | 作詞作曲 | 『時をかける少女』（映画「時をかける少女」挿入歌）                                         |
| 諫山実生                                      | 作詞作曲 | 『朝陽の中で微笑んで』（テレビ朝日系ドラマ「動物のお医者さん」主題歌）                     |
| Uru                                           | 作詞作曲 | 『卒業写真』（映画「夢は牛のお医者さん」エンディングテーマ）                               |
| エイミー・ブラックシュレイガー                | 作詞作曲 | 『ルージュの伝言』（花王ソフィーナ「オーブクチュール」CMソング）                           |
| 奥村愛子                                      | 作詞作曲 | 『14番目の月』（映画「さよならみどりちゃん」主題歌）                                       |
| キャロル・セラ                                | 作詞作曲 | 『ルージュの伝言』（JR東日本「Japanese Beauty ホクリク・キャンペーン」CMソング）           |
| Cocco                                         | 作詞作曲 | 『何もなかったように』（映画「リップヴァンウィンクルの花嫁」挿入歌）                       |
| 国広富之                                      | 作詞     | 『男のロマン』（TBS系ドラマ「噂の刑事トミーとマツ」挿入歌）                                |
| cossami                                       | 作詞作曲 | 『やさしさに包まれたなら』（味の素「パルスイート」CMソング）                               |
| 坂本真綾                                      | 作詞作曲 | 『やさしさに包まれたなら』（OVA「たまゆら」オープニングテーマ）                            |
| 柴咲コウ                                      | 作詞作曲 | 『ルージュの伝言』（映画「嘘つきみーくんと壊れたまーちゃん」挿入歌）                       |
| 島田歌穂                                      | 作詞作曲 | 『あの頃のまま』（ドラマ「新・部長刑事 アーバンポリス24」エンディングテーマ）              |
| 瀧川ありさ                                    | 作詞作曲 | 『ノーサイド』（テレビアニメ「ALL OUT!!」エンディングテーマ）                              |
| chay                                          | 作詞作曲 | 『12月の雨』（日本テレビ系ドラマ『地味にスゴイ! 校閲ガール・河野悦子』オープニングテーマ） |
| トーキョーベートーヴェン feat. モトーラ世理奈 | 作詞作曲 | 『青春のリグレット』（テレビ東京系ドラマ『東京デザインが生まれる日』オープニングテーマ）   |
| Toshl                                         | 作詞作曲 | 『ひこうき雲』（フジテレビ系ドラマ『大誘拐2018』エンディングテーマ）                       |
| ハイ・ファイ・セット                          | 作詞作曲 | 『中央フリーウェイ』（スタンレーCMソング）                                                 |
| 林原めぐみ                                    | 作詞作曲 | 『VOYAGER〜日付のない墓標』（映画「シン・エヴァンゲリオン劇場版」挿入歌）                  |
| 平井堅                                        | 作曲     | 『Woman "Wの悲劇"より』（テレビ朝日系ドラマ「Wの悲劇」挿入歌）                             |
| ねらわれた学園 （向井秀徳&峯田和伸）          | 作詞作曲 | 『守ってあげたい』（映画「少年メリケンサック」エンディングテーマ）                         |
| 畠山美由紀                                    | 作詞作曲 | 『翳りゆく部屋』（映画「気球クラブ、その後」主題歌）                                       |
| 宮本浩次                                      | 作詞作曲 | 『恋人がサンタクロース』（ソフトバンクCMソング）                                           |
| 薬師丸ひろ子                                  | 作詞作曲 | 『A HAPPY NEW YEAR』（NHKドラマ「富士ファミリー2017」エンディングテーマ）                  |
| 山崎賢人 / 早見あかり                         | 作詞作曲 | 『やさしさに包まれたなら』（ダイハツ「キャスト」CMソング）                                 |
| 善村ゆうこ                                    | 作詞作曲 | 『瞳を閉じて』（NHK「みんなのうた」）                                                      |

## 出演

### ラジオパーソナリティー
ジャパンエフエムネットワーク（JFN）の系列番組では、1982年の担当開始から枠がなくなったことがない。
| 開始日     | 終了日     | 放送局               | タイトル                                                                   |
| ---------- | ---------- | -------------------- | -------------------------------------------------------------------------- |
|            |            | 文化放送             | 『サンスイ ポップジャンボリー』                                            |
| 1976年4月  | 1977年3月  | NHKラジオ第1放送     | 『若いこだま』                                                             |
| 1976年4月  |            | ニッポン放送         | 『ハンドメイド・コンサート』                                               |
| 1976年10月 |            | ニッポン放送         | 『ねらえ!サウンドライフ ユーミン・マサタカのファッショナブル・パーティー』 |
| 1977年4月  |            | ニッポン放送         | 『ニューミュージック・カタログ'77』                                        |
| 1978年4月  | 1979年3月  | ラジオ関東           | 『電撃わいどウルトラ放送局』                                               |
| 1978年10月 | 1979年3月  | ラジオ大阪           | 『JAM JAM 11』                                                             |
| 1980年10月 |            | ラジオ関東           | 『ユーミン SURF & SNOW』                                                   |
| 1981年10月 | 1982年3月  | 毎日放送             | 『MBSミュージックマガジン ユーミンと60分』                                 |
| 1981年12月 | 1981年12月 | NHK-FM               | 『ユーミン 105分』                                                         |
| 1982年6月  | 1985年9月  | TOKYO FM             | 『サタデーアドベンチャー』                                                 |
| 1982年10月 | 1983年4月  | 文化放送             | 『ユーミン・ランド』                                                       |
| 1985年10月 | 2002年3月  | TOKYO FM             | 『松任谷由実 サウンドアドベンチャー』                                      |
| 1985年10月 | 1987年10月 | TBSラジオ            | 『YUMINGのおしゃまします』                                                 |
| 1987年10月 | 1987年10月 | TBSラジオ            | 『YUMINGのSWEET DREAMS』                                                   |
| 1988年4月  | 1999年3月  | ニッポン放送         | 『松任谷由実のオールナイトニッポン』                                       |
| 1998年12月 | 1998年12月 | TBSラジオ            | 『SAVE THE GREAT APES 滅びゆく森の住人達を救え!』                          |
| 2001年7月  | 2021年6月  | インターネットラジオ | 『ウィークエンドスペシャル 松任谷由実はじめました』                        |
| 2002年1月  | 2004年1月  | NHK-FM               | 『ユーミン'S ART IT』                                                      |
| 2002年4月  | 2006年3月  | TOKYO FM             | 『松任谷由実 For Your Departure』                                          |
| 2006年1月  | 2008年3月  | ポッドキャスト       | 『あなたのおしゃれを守ってあげたい』                                       |
| 2006年4月  | 2011年12月 | TOKYO FM             | 『松任谷由実 Sweet Discovery』                                             |
| 2008年4月  | 2009年3月  | ポッドキャスト       | 『松任谷由実 Sweet Discovery スピンオフ』                                  |
| 2012年1月  | 放送中     | TOKYO FM             | 『松任谷由実のYuming Chord』                                               |
| 2016年4月  | 放送中     | ニッポン放送         | 『松任谷由実のオールナイトニッポンGOLD』                                   |
| 2021年6月  | 放送中     | ポッドキャスト       | 『うそラジオ Podcast 松任谷由実 はじめました』                             |
| 2022年9月  | 公開中     | Amazon Music         | 『50周年に50の質問』                                                       |

### NHK紅白歌合戦出場歴
| 年度   | 放送回 | 回            | 曲目                                       | 備考 |
| ------ | ------ | ------------- | ------------------------------------------ | --- |
| 2005年 | 第56回 | 初            | Smile again                                | 「松任谷由実 with Friends Of Love The Earth」として上海のホテル「和平飯店」屋上から中継で出演。                                                |
| 2011年 | 第62回 | 2             | （みんなの）春よ、来い                     | 出場歌手と音楽大学生で合唱した。 |
| 2018年 | 第69回 | 3             | 私が好きなユーミンのうた〜紅白スペシャル〜 | 「ひこうき雲」「やさしさに包まれたなら」を順に披露。 CT-101スタジオで「ひこうき雲」、NHKホールで「やさしさに包まれたなら」を歌唱。演奏はSKYE。 |
| 2019年 | 第70回 | 特別企画（4） | ノーサイド                                 | テレビで初歌唱。演奏はSKYE。 |
| 2020年 | 第71回 | 特別企画（5） | 守ってあげたい                             | 紅白歌合戦で初歌唱。演奏はSKYE。 続けて、SMALL3と「きみのためにSuperman」「やさしさに包まれたなら（サビ）」を披露。                            |
| 2022年 | 第73回 | 特別企画（6） | Call me back                               | 松任谷由実 with 荒井由実として出場。 CT-101スタジオで歌唱後、NHKホールで「卒業写真」を披露。演奏はSKYE。                                       |

### 映画
| 公開日         | タイトル                                                         | 備考       |
| -------------- | ---------------------------------------------------------------- | ---------- |
| 1992年10月3日  | アトランティス                                                   | 日本語字幕 |
| 2020年11月14日 | 音響ハウス Melody-Go-Round                                       |            |
| 2024年12月13日 | THE JOURNEY 50TH ANNIVERSARY コンサートツアー movie 〜5.1ch/4K〜 |            |

### CM
| 年                        | 企業・商品                                                | 備考                                |
| ------------------------- | --------------------------------------------------------- | ----------------------------------- |
| 1977年9月                 | 三菱電機「ダイヤトーン・セレクト600」                     |                                     |
| 1984年6月・10月 1985年1月 | 富士フイルム「ビデオテープスーパーHG Hi-Fi」              |                                     |
| 1987年10月                | 三菱自動車「新型ミラージュ」                              | ナレーション                        |
| 1997年4月                 | キリン「キリンラガービール」海篇・花火篇                  |                                     |
| 1999年12月                | 東芝「DVDプレイヤー」                                     |                                     |
| 2000年10月                | ユニクロ「フリースキャンペーン」                          |                                     |
| 2003年8月                 | 香港政府観光局                                            |                                     |
| 2005年8月                 | JR東日本「suicaキャンペーン」片思い篇                     |                                     |
| 2006年1月                 | 三菱自動車「未来形スモール i」 ティザー篇・誕生篇・技術篇 | ナレーション                        |
| 2007年8月                 | キリン「キリンクラシックラガー」 リハーサル篇・ライブ篇   |                                     |
| 2010年9月                 | ABCマート「エレガントウォーク」世界旅行篇                 |                                     |
| 2011年3月                 | ABCマート「エレガントウォーク」ビューティーウォーク篇     |                                     |
| 2017年12月                | ファミリーマート「恋人がファミチキ2017」                  | Web動画                             |
| 2018年12月                | Apple Japan「Apple Music」5,000万曲の世界へ篇             |                                     |
| 2019年10月                | アマゾンジャパン「Amazon Music HD」                       | Web動画、渋谷・道頓堀ヒットビジョン |

## 書籍

### 著書・写真集
| 発売日         | タイトル                                            | 出版社              |
| -------------- | --------------------------------------------------- | ------------------- |
| 1976年1月10日  | 『いちご白書をもういちど』                          | オリオン出版        |
| 1976年3月10日  | 詩集『ユーミン 愛の伝言』                           | 振興楽譜出版社      |
| 1976年12月10日 | エッセイ&写真集『十四番目の月』                     | ペップ出版          |
| 1983年1月31日  | 『ルージュの伝言』                                  | 角川書店            |
| 1985年5月31日  | ViVi別冊『STYLE』                                   | 講談社              |
| 1985年11月21日 | PHOTOMYSTIC『THE COLLAR OF THE DOVE〜モロッコの夢』 | 扶桑社              |
| 1987年11月21日 | 『SOUTH OF THE BORDER〜松任谷由実 in AFRICA』       | CBSソニー出版       |
| 1989年12月4日  | エスクァイア別冊『TIERRA 松任谷由実 南米冒険記』    | ユーピーユー        |
| 1997年10月25日 | 『こいぬのタッカー ぼくって素敵』                   | 講談社              |
| 1998年11月25日 | 『こいぬのタッカー はじめてのぼうけん』             | 講談社              |
| 1999年3月30日  | 『松任谷由実選集 五七五』                           | フジテレビ出版      |
| 2001年12月18日 | 『© yuming sweet』                                  | 角川書店            |
| 2001年12月18日 | 『© yuming bitter』                                 | 角川書店            |
| 2002年11月15日 | 『136s of Yuming and illustrations』                | ぴあ                |
| 2002年12月25日 | 『地球音楽ライブラリー 松任谷由実』                 | TOKYO FM出版        |
| 2005年10月20日 | 『贅沢なおやつ』                                    | マガジンハウス      |
| 2007年11月22日 | 『極上のおやつ』                                    | マガジンハウス      |
| 2011年5月13日  | 『YUMING BOX』（『371＋1』+『THE YUMING』）         | 集英社              |
| 2011年5月13日  | 歌詞集『371＋1』                                    | 集英社              |
| 2011年5月13日  | PHOTO STORY『THE YUMING』                           | 集英社              |
| 2011年11月10日 | 対談集『才輝礼讃 38のyumiyoriな話』                 | 中央公論新社        |
| 2012年12月1日  | 『YUMING FOREVER by LESLIE KEE』                    | Danny & Teddy Press |
| 2015年1月16日  | 『書くユーミン』                                    | TOKYO FM出版        |
| 2017年2月15日  | 『ユーミンとフランスの秘密の関係』                  | CCCメディアハウス   |
| 2017年11月10日 | 『読売新聞・報知新聞が報じた ユーミンの45年』       | 読売新聞社          |

### 連載
| 開始日     | 雑誌・新聞等         | タイトル                                      | 出版社・新聞社    |
| ---------- | -------------------- | --------------------------------------------- | ----------------- |
| 1976年4月  | 『GORO』             | ユーミンのライブ対談                          | 小学館            |
| 1976年7月  | 『ヤングフォーク』   | ユーミンの気まぐれな心象風景                  | 講談社            |
| 1977年3月  | 『GORO』             | ユーミンのラブ相談                            | 小学館            |
| 1978年12月 | 『週刊FM』           | クロス・トーク'79 ユーミンとマンガ紳士        | 音楽之友社        |
| 1979年8月  | 『新評』             | ユーミンおんな対談                            | 新評社            |
| 1980年3月  | 『サンデー毎日』     | おんなの午後                                  | 毎日新聞社        |
| 1980年8月  | 『新評』             | ユーミンおとこ対談                            | 新評社            |
| 1981年3月  | 『週刊FM』           | ユーミン・コウタローのリレー・インタヴュー    | 音楽之友社        |
| 1982年3月  | 『セブンティーン』   | ユーミンにおまかせ                            | 集英社            |
| 1983年7月  | 『セブンティーン』   | ユーミン通信                                  | 集英社            |
| 1985年9月  | 『non-no』           | ユーミンの流行ジャック                        | 集英社            |
| 1989年10月 | 『セブンティーン』   | ユーミンのオープンハートトーク                | 集英社            |
| 1990年10月 | 『an・an』           | ユーミンの永遠を探せ!                         | マガジンハウス    |
| 1994年2月  | 『BRIDGE』           | ユーミンの極私的マーケティング                | ロッキング・オン  |
| 1994年10月 | 『Hanako』           | ジモツウ                                      | マガジンハウス    |
| 1996年11月 | 『TOWER』            | Yuming a go go!                               | タワーレコード    |
| 2000年1月  | 『VERY』             | CD REVIEW ユーミンのナビゲートで聴く今月の5枚 | 光文社            |
| 2002年8月  | 『an an』            | Gourmet 松任谷由実さんのお気に入り            | マガジンハウス    |
| 2006年6月  | 『日経WOMAN』        | 妹たちへ                                      | 日経ホーム出版社  |
| 2008年8月  | 『読売新聞』         | yumiyoriな話                                  | 読売新聞社        |
| 2009年9月  | 『eclat』            | 秘密☆のクロゼット                             | 集英社            |
| 2011年9月  | 『eclat』            | おしゃれ☆Road Show                            | 集英社            |
| 2012年6月  | 『美ST』             | ユーミンの美しきたましい紀行                  | 光文社            |
| 2014年9月  | 『日本経済新聞』     | こころの玉手箱                                | 日本経済新聞社    |
| 2015年5月  | 『フィガロジャポン』 | アンシャンテ ユーミン!                        | CCCメディアハウス |
| 2016年10月 | 『朝日新聞』         | Yumined Yuming 瞬間の切り詩                   | 朝日新聞社        |
| 2018年11月 | アプリ版『ぴあ』     | ユーミン自身が語る"アルバムとその時代"        | ぴあ              |

### 関連本
| 発売日         | タイトル                                                                               | 出版社                 |
| -------------- | -------------------------------------------------------------------------------------- | ---------------------- |
| 1980年12月15日 | FM fan 臨時増刊 写真集『五線譜に舞う女たち』                                           | 共同通信社             |
| 1982年12月1日  | 『珈琲もう一杯 ギタリストvsポップギャル AMAZING対談集』                                | シンコー・ミュージック |
| 1983年6月1日   | 財津和夫対談集『財津和夫の心のものさし』                                               | CBSソニー出版          |
| 1984年7月19日  | 林真理子『林真理子スペシャル ルンルンだけじゃ、ものたりなくて』                        | 角川書店               |
| 1984年11月21日 | 田家秀樹『33回転の愛のかたち』                                                         | CBSソニー出版          |
| 1985年6月20日  | サイモン・ジョージ・ムパタ『Urban primitivism』                                        | 角川書店               |
| 1985年7月10日  | 小林麻美『私生活 PRIVE』                                                               | 小学館                 |
| 1985年9月1日   | 筑紫哲也対論集『若者たちの神々 Part3』                                                 | 朝日新聞社             |
| 1986年7月5日   | 山本昌美『パリ・ダカール日記』                                                         | CBSソニー出版          |
| 1987年5月29日  | 中島みゆき『LOVE』                                                                     | ニッポン放送出版       |
| 1987年10月21日 | 松任谷正隆『サウンド・テイクオフ』                                                     | CBSソニー出版          |
| 1988年5月17日  | 鴻上尚史対談集『音楽遊戯』                                                             | シンコー・ミュージック |
| 1989年4月30日  | 深海遙『ユーミンの吐息』                                                               | ミリオン出版           |
| 1990年11月15日 | 畠山憲司『クワタとユーミン』                                                           | サンマーク出版         |
| 1991年11月28日 | 村上龍対談集『世界をボクらの遊び場に』                                                 | 講談社                 |
| 1991年12月12日 | 長川千佳子『TV DRAMA NOVELIZE 卒業写真』                                               | 立風書房               |
| 1992年3月5日   | Night walkers 編『クイズ・ユーミン全書』                                               | KKベストセラーズ       |
| 1992年6月25日  | 富田隆『ユーミン 愛の深層心理』                                                        | ブックマン社           |
| 1992年12月1日  | 月刊ムー特別編集『有名人ふしぎ会見録』                                                 | 学研                   |
| 1993年6月15日  | 落合真司『ユーミン・恋愛風景論』                                                       | 青弓社                 |
| 1993年11月15日 | 福澤朗『ジャストミートは目で殺す』                                                     | ぴあ                   |
| 1995年1月4日   | サエキけんぞう『サエキけんぞうのマニョマニョトーク』                                   | 河出書房新社           |
| 1996年7月10日  | 恋愛歌人研究会『ユーミン・松任谷由実の謎』                                             | 青谷舎                 |
| 1998年10月28日 | 深海遙『探訪 松任谷由実の世界 Yuming World』                                           | ゼスト                 |
| 1999年12月15日 | 林光政『光のメティエ 林光政・照明デザインの世界』                                      | ギャップ出版           |
| 2001年10月29日 | 辻仁成『辻仁成の貌』                                                                   | ベストセラーズ         |
| 2001年12月26日 | 別冊宝島『音楽誌が書かないJポップ批評16 されど我らがユーミン』                         | 宝島社                 |
| 2004年10月26日 | 岡本太郎対談集『岡本太郎 発言!』                                                       | 二玄社                 |
| 2005年4月6日   | 松本隆対談集『Kazemachi café』                                                         | ぴあ                   |
| 2007年8月24日  | 茂木健一郎『芸術脳』                                                                   | 新潮社                 |
| 2009年4月1日   | 『学生キャリア新聞』2009 spring ※表紙                                                  | 就職課                 |
| 2013年4月26日  | 佐藤可士和『聞き上手話し上手 38の可士和談議』                                          | 集英社                 |
| 2013年7月18日  | 鈴木敏夫『鈴木敏夫のジブリ汗まみれ 2』                                                 | 復刊ドットコム         |
| 2013年11月15日 | 酒井順子『ユーミンの罪』                                                               | 講談社                 |
| 2014年2月26日  | 吉井和哉『吉十』                                                                       | KADOKAWA               |
| 2016年9月29日  | 穂村弘『穂村弘の、こんなところで。』                                                   | KADOKAWA               |
| 2019年4月26日  | 鶴岡真弓対談集『ケルトの魂』                                                           | 平凡社                 |
| 2021年11月29日 | char『ロックとギターをめぐる冒険』                                                     | 文藝春秋               |
| 2022年6月27日  | 小池真理子、桐野夏生、江國香織、綿矢りさ、柚木麻子、川上弘美『Yuming Tribute Stories』 | 新潮社                 |
| 2022年7月22日  | 川添象郎『象の記憶』                                                                   | DU BOOKS               |
| 2022年9月28日  | 『an an』2317号 スペシャルエディション ※表紙                                           | マガジンハウス         |
| 2022年10月3日  | 『BRUTUS』2022年10/15号 民放ラジオ99局と作る松任谷由実特集 ※表紙                       | マガジンハウス         |
| 2022年10月13日 | 『ギター・マガジン』2022年11月号 ユーミンとギタリスト ※表紙                            | リットーミュージック   |
| 2022年10月27日 | 山内マリコ『すべてのことはメッセージ 小説ユーミン』                                    | マガジンハウス         |

## アイテム
| 発売日     | 名称 | 企業                       |
| ---------- | --- | -------------------------- |
| 1999年     | 『ユーミンバービー 蓮華』 | マテル・インターナショナル |
| 2001年3月  | 『エコバッグ』 | 高島屋                     |
| 2006年5月  | 『iTunesミュージックカード』 | セブン-イレブン            |
| 2008年3月  | 『グランドピアニスト専用カートリッジ YUMINGミュージックセレクション』 | セガトイズ                 |
| 2009年4月  | 『TRUE BLUE EYE by Yumi Matsutoya』 | セイコーウオッチ           |
| 2011年4月  | 『ユーミンスープ』 | Soup Stock Tokyo           |
| 2013年6月  | 『Tシャツ』 | ILA.                       |
| 2013年11月 | 『ウィメンズウェア』『Tシャツ』『トートバッグ』『チョコレート』 | バーニーズ・ニューヨーク   |
| 2013年11月 | 『メガネ（ルージュの伝言 / 人魚姫の夢）』『サングラス（時のないホテル）』 | JINS                       |
| 2013年12月 | 『ペア箸セット』 | 兵左衛門                   |
| 2013年12月 | 『心のかけら 箸置きセット』 | BOX & NEEDLE               |
| 2016年2月  | 『LINEスタンプ』 | LINE                       |
| 2016年10月 | 『アートピース』『メッセージカード』『メロディカード』『缶バッジ』 | ロフト                     |
| 2016年11月 | 『ワナドゥ手帳 YUMING』 | 枻出版社                   |
| 2017年12月 | 『SURF & CHRISTMAS』 | ファミリーマート           |
| 2018年9月  | 『Bluetoothワイヤレスイヤフォン』 | WIZY                       |
| 2020年7月  | 『浴衣マスク』 | 荒井呉服店                 |
| 2020年7月  | 『ジッパーバッグ』 | Pake                       |
| 2020年11月 | 『深海ブルーのポインセチア』 | フジテレビフラワーネット   |
| 2022年12月 | 『ペアワイングラス』『Tシャツ』『GOVIVA（クッキー、チョコレート）』 | YUMING BANZAI! STORE       |
| 2022年12月 | 『付箋』『ハンカチ』『和紅茶』『クリアファイル』『ノート』『ガラスペン』『プレート』『ポストカード』 『マスキングテープ』『レターセット』『ジュエリーボックス』『クッションカバー』『時計』『ミラー』 『カップ＆ソーサー』『アクリルマグネット』 | YUMING MUSEUM              |

## 受章歴
- エカテリーナ大帝一等勲章 2007年
- 紫綬褒章 2013年
- 文化功労者 2022年[91]

## 受賞歴
- 1976年
  - 第9回日本レコードセールス大賞 セールス大賞
- 1989年
  - 第22回日本レコードセールス大賞 セールス大賞
- 1991年
  - 第5回日本ゴールドディスク大賞 アーティスト・オブ・ザ・イヤー[92]
- 1994年
  - 第2回ザテレビジョンドラマアカデミー賞 主題歌賞[93][94]
- 2006年
  - オリコン40周年記念表彰式 WE LOVE MUSIC AWARD 2部門計2タイトル
  - かなざわごのみ 2006 着こなし上手な美人
  - なみある？サーファーズ・アワード
- 2013年
  - 第4回岩谷時子賞[95]
- 2017年
  - SAJ SNOW AWARD 2017 SNOW文化功労賞
  - 世田谷区名誉区民顕彰
- 2018年
  - 第66回菊池寛賞
- 2019年
  - VOGUE JAPAN WOMEN OF OUR TIME
- 2020年
  - ananAWARD 50th大賞
- 2022年
  - 第40回毎日ファッション大賞 話題賞
  - 第64回日本レコード大賞 特別顕彰
- 2023年
  - 第37回日本ゴールドディスク大賞 特別賞
  - ギネス世界記録 Most consecutive decades with a No.1 on the Japanese albums chart